# Список римских когноменов
Данный перечень в алфавитном порядке содержит совокупность личных (лат. agnomen) и родовых (лат. cognomen) прозваний военных, государственных, общественных и политических деятелей, поэтов, писателей, философов и учёных, живших в Древнем Риме в историческую эпоху его существования, начиная с периода образования Республики (около 509 г. до н. э.) и заканчивая падением в 476 году Западной Римской империи в связи с нашествием варварских племён.
В классическое время полное римское мужское имя обычно состояло из трёх компонентов: личного имени, или преномена (лат. praenomen), родового имени, или номена (лат. nomen), и индивидуального прозвища или наименования ветви рода, когномена.

## Список когноменов

### А
| Когномен (личный и/или родовой) | Происхождение | Принадлежность к роду (патрицианскому и/или плебейскому)                                 |
| ------------------------------- | --- | ---------------------------------------------------------------------------------------- |
| Авгурин                         | от лат. augurinus — «потомок авгура» (от augur — «авгур, жрец-птицегадатель») | прозвище в роде Минуциев                                                                 |
| Август                          | от лат. augustus — «великий, величественный» (от augeo — «умножать, увеличивать») | первым его носителем стал Октавиан; впоследствии использ. как императорский титул        |
| Авентинен                       | от лат. aventinensis — «Авентинский» (от назв. Авентинского холма, места, куда удалялись плебеи во время борьбы с патрициями за свои соц.-политич. права)                                                         | прозвище в роде Генуциев                                                                 |
| Авлиан                          | от лат. Aulianus — «принадлежащий (по рождению) Авлиям, Авлиев» | прозвище в роде Луттиев                                                                  |
| Аврелиан                        | от лат. Aurelianus — «принадлежащий (по рождению) Аврелиям, Аврелиев» | прозвище в роде Домициев                                                                 |
| Аврунк                          | носитель прозвища либо являлся уроженцем Суэссы-Аурунки (античного полиса в Кампании), либо происходил из южнолатинского племени аврунков (ветви народности авзонов)                                              | прозвище в роде Коминиев                                                                 |
| Агала                           | точное происхождение прозвища не установлено (возможно, от лат. Aharna — Ахарна, город в Этрурии; отсюда — «уроженец Ахарны»)                                                                                     | прозвище в роде Сервилиев                                                                |
| Агеласт                         | от др.-греч. ἀγέλαστος — «неулыбчивый, угрюмый» | агномен деда триумвира Марка Лициния Красса                                              |
| Агенобарб                       | от лат. ahaenobarbus (от aēneus (ahēneus) — «медно-красный, рыжий» и barba — «борода») — «рыжебородый» | прозвище в роде Домициев                                                                 |
| Агрикола                        | от лат. agricola — «земледелец» | прозвище в роде Юлиев                                                                    |
| Агриппа                         | Значение не ясно; возможно, от др.-греч. ἄγριος (агриос) — «дикий» + ἵππος (хиппос) — «лошадь» | прозвище в родах Випсаниев, Гатериев и Азиниев (также использ. как преномен)             |
| Адриан                          | от лат. Hadrianus — «адриатический, уроженец Адриатики», также — «адрийский, житель Адрии (римский город на сев.-зап. побережье Адриатического моря)»                                                             | прозвище в родах Фабиев и Элиев                                                          |
| Азелл                           | от лат. asellus — либо: 1) ослик, ослёнок; либо 2) азелл, высоко ценившаяся знатоками морская рыба | прозвище в роде Клавдиев                                                                 |
| Азеллион                        | от лат. asellus — либо: 1) ослик, ослёнок; либо 2) азелл, высоко ценившаяся знатоками морская рыба | прозвище в роде Семпрониев                                                               |
| Азиатик                         | от лат. Asiaticus — «азиатский» | прозвище в роде Корнелиев                                                                |
| Азина                           | от лат. asina — «ослица» | прозвище в родах Корнелиев Сципионов и Винниев                                           |
| Аквила                          | от лат. aquila — «орёл» | прозвище в родах Понтиев и Тарквициев                                                    |
| Аквилин                         | от лат. aquilinus — «орлиный» | прозвище в роде Герминиев                                                                |
| Аксилла                         | либо от лат. auxilla — «вспомогательная часть римского войска» (ауксилларий), либо от лат. axilla — «подмышки» | прозвище в роде Сервилиев                                                                |
| Акузатор                        | от лат. accūsātor [accuso] — «обвинитель (в суде)», также — «порицатель, обличитель» | прозвище в роде Юниев                                                                    |
| Акулеон                         | от лат. aculeus — «жало, шпора» | прозвище в родах Фуриев и Виселлиев                                                      |
| Александр                       | лат. Alexander от др.-греч. имени Ἀλέξανδρος («Александрос»): ἀλέξω («алексо») — «защищать» + ἀνδρός [«андрос» — род. пад. от ἀνήρ («анер»), «мужчина, человек»]                                                  | прозвище в родах Юлиев, Гессиев, Аврелиев и Тусцилиев                                    |
| Алимент                         | от лат. alimentum [от лат. alo] — 1) «пища, пищевые продукты»; 2) юр. «содержание, иждивение» | прозвище в роде Цинциев                                                                  |
| Алледиан                        | от лат. Alledianus — «принадлежащий (по рождению) Алледиям, Алледиев» | прозвище в роде Петрониев                                                                |
| Аллиан                          | от лат. Allianus — «принадлежащий (по рождению) Аллиям, Аллиев» | прозвище в роде Геренниев                                                                |
| Альбин                          | от лат. albus — «белый, прозрачный» | прозвище в родах Постумиев, Юниев, Селициев, Лукцеев и Клодиев                           |
| Амбибул                         | от лат. Ambibariī — «амбибарии, племя в Арморике» + уменьш. суффикс | прозвище в роде Вариев                                                                   |
| Амбуст                          | от лат. ambustus — «обожжённый, опалённый» | прозвище в роде Фабиев                                                                   |
| Андроник                        | | прозвище в родах Ливиев и Помпилиев                                                      |
| Анналис                         | от лат. annālis [от annus]: 1) «годичный, годовой»; 2) «возрастной (закон о возрастном цензе для высших государственных чиновников)»; 3) «погодная запись событий, летопись, хроника, анналы»                     | прозвище в роде Виллиев                                                                  |
| Аннеян                          | произв. от номена Anneius/Annaeus — букв. «Аннеев, принадлежащий Аннею» | прозвище в роде Нониев                                                                   |
| Антипатр                        | лат. Antipater (вероятно, эллинизм): 1) «полководец Филиппа и Александра Македонских, опекун детей Александра»; 2) «философ из Кирены, ученик Аристиппа»                                                          | прозвище в роде Целиев                                                                   |
| Антистиан                       | произв. от номена Antistius — букв. «Антистиев, принадлежащий Антистию» | прозвище в роде Ситтиев                                                                  |
| Антонин                         | произв. от номена Antonius | прозвище в родах Гатериев и Аврелиев                                                     |
| Анциат                          | от лат. antias — «уроженец Анциума» | прозвище в родах Фуриев и Валериев                                                       |
| Апикат                          | | прозвище в роде Гавиев                                                                   |
| Апр                             | от лат. aper/apra — «кабан, вепрь» («самка кабана») | прозвище в родах Сальвиев и Флавиев                                                      |
| Апрониан                        | произв. от номена Apronius — букв. «Апрониев, принадлежащий Апронию» | прозвище в роде Венулеев                                                                 |
| Арбитр                          | от лат. arbiter — «посредник, третейский судья, арбитр» | прозвище в роде Петрониев                                                                |
| Арбускул                        | от лат. arbuscula [demin. к arbor]: 1) «деревцо, куст»; 2) «хохолок, пучок перьев, султан (на голове павлина)»; 3) «круглая деревянная подставка, каток (с помощью таких устройств передвигались осадные машины)» | прозвище в родах Октавиев, Реммиев и Клавдиев                                            |
| Арвина                          | от лат. arvīna — «жир, сало, тук» | прозвище в родах Корнелиев и Папириев                                                    |
| Арса                            | | прозвище в роде Терентилиев                                                              |
| Арториан                        | произв. от номена Artorianus — букв. «Арториев, принадлежащий Арторию» | прозвище в роде Деллиев                                                                  |
| Аспер                           | от лат. asper — «шероховатый, колючий, острый; резкий, бурный, жестокий, упорный; строгий, грубый, неотёсанный, дикий, злобный»                                                                                   | прозвище в роде Требониев                                                                |
| Аспренат                        | | прозвище в роде Нониев                                                                   |
| Ателл                           | от лат. Atellus — «уроженец Ателлы, в Кампании» | прозвище в роде Мамилиев                                                                 |
| Атинат                          | уроженец маленького города Атина в Лации, в землях вольсков, в 18 км от Арпина | агномен примипила времён Кимврской войны                                                 |
| Атратин                         | от лат. atratus — «чёрный, тёмный, окутанный трауром» либо от названия речки Атрат (Atratus) | прозвище в родах Семпрониев и Азиниев                                                    |
| Атта                            | точное происхождение прозвища не установлено; возможно, от лат. attat [atat]! — «ах!» (возглас радости, страдания, удивления и пр.)                                                                               | прозвище в родах Квинкциев и Мециев                                                      |
| Аттиан                          | произв. от номена Attius (Atius) — букв. «Аттиев (Атиев), принадлежащий Аттию (Атию)» | прозвище в родах Авеев и Ацилиев                                                         |
| Аттик                           | от лат. Atticus — «аттический (от Аттика — историч. область в Древней Греции)» | прозвище в родах Манлиев Торкватов, Помпониев, Вибидиев, Лузиев, Мессиев, Юлиев и Гавиев |
| Ауфидиан                        | произв. от номена Aufidius — букв. «Ауфидиев, принадлежащий Ауфидию» | прозвище в роде Понтиев                                                                  |
| Афр                             | от лат. Afer — «африканский, африканец» | прозвище в родах Теренциев и Домициев                                                    |
| Ахаик                           | лат. Achaia (от др.-греч. Ἀχαΐα) — Ахайя, др.-греч. территория Пелопоннеса с центром в Коринфе (отсюда агномен Achaicus — «завоеватель Ахеи»)                                                                     | прозвище в роде Муммиев                                                                  |
| Ахиллес                         | от др.-греч. Ἀχιλλεύς — мифологич. герой, участник Троянской войны | прозвище в роде Окциев                                                                   |
| Ацидин                          | от лат. acidus [от aceo — «быть кислым, неприятным»] — 1) кислый; 2) пронзительный, резкий, визгливый; 3) противный, неприятный; 4) едкий, язвительный                                                            | прозвище в роде Манлиев                                                                  |
| Ацискул                         | от лат. acisculus — «каменотёсный молоток» | прозвище в роде Валериев                                                                 |

### Б
| Когномен (личный и/или родовой) | Происхождение                                                                             | Принадлежность к роду (патрицианскому и/или плебейскому) |
| ------------------------------- | ----------------------------------------------------------------------------------------- | --- |
| Базил                           |                                                                                           | прозвище в роде Минуциев |
| Бала                            |                                                                                           | прозвище в роде Аллиев |
| Бальб                           | от лат. balbus — «заикающийся, картавый, косноязычный»                                    | прозвище в родах Фонтеев, Невиев, Антониев, Латериев, Вергилиев, Аттиев, Корнелиев и Бруттиев                                                                     |
| Бамбалион                       | от др.-греч. βαμβαλύζω («бамбалюзо») — «бормотать, лепетать, заикаться»                   | прозвище в родах Фульвиев и Уммидиев |
| Барба                           | от лат. barba — «борода, бородач»                                                         | прозвище в родах Кассиев и Баррониев |
| Барбат                          | от лат. barbatus — «бородатый»                                                            | прозвище в родах Квинкциев, Горациев и Корнелиев |
| Барбула                         | от лат. barbula — «бородка»                                                               | прозвище в роде Эмилиев |
| Барея                           |                                                                                           | прозвище в роде Марциев |
| Барр                            |                                                                                           | прозвище в роде Бетуциев |
| Басс                            | от лат. bassus — «толстый, тучный»                                                        | прозвище в родах Вентилиев, Цецилиев, Вентидиев, Апрониев/Апустиев, Ауфидиев, Граниев, Корнелиев, Лициниев, Арториев, Луцилиев, Аттиев, Плеториев, Юниев и Анниев |
| Беллут (Веллут?)                | возможно, от лат. bellicus — «военный, боевой»                                            | прозвище в роде Сициниев |
| Бестия                          | от лат. bestia — «зверь»                                                                  | прозвище в родах Кальпурниев и Цедиев |
| Бибакул                         | от лат. bibax — «любящий выпить, пьяница» + уменьш. суффикс                               | прозвище в роде Фуриев |
| Бибул                           | от лат. bibulus — «любящий выпить, пьяница»                                               | прозвище в родах Публициев и Кальпурниев |
| Блазион                         | возможно, от лат. blaesus — «шепелявый»                                                   | прозвище в родах Корнелиев и Гельвиев |
| Бланд                           | от лат. blandus — «ласковый, дружелюбный»                                                 | прозвище в родах Рубеллиев, Фабиев и Постумиев |
| Блез                            | от лат. blaesus — «шепелявый»                                                             | прозвище в родах Семпрониев и Юниев |
| Блитон                          |                                                                                           | прозвище в роде Сульпициев |
| Болан                           | от лат. Bolanus — «боланский, житель города Бола (совр. Луньяно)»                         | прозвище в роде Веттиев |
| Бризон                          |                                                                                           | прозвище в роде Анциев |
| Брокх                           | от лат. brocchus — «выступающий вперёд, торчащий наружу, оскаленный (о зубах)»            | прозвище в родах Аннеев, Фуриев, Лелиев и Серториев |
| Брулла (Трулла?)                |                                                                                           | родовое имя носителя прозвища не установлено (предположительно, его носили в роде Элиев)                                                                          |
| Брут                            | от лат. brutus — «глупый, недалёкий, тупой»                                               | прозвище в роде Юниев |
| Бубульк                         | от лат. bubulcus — «волопас»                                                              | прозвище в роде Юниев |
| Бука                            | возможно, от лат. bucca — «щека», также в переносном смысле — «крикун, болтун»            | прозвище в роде Эмилиев |
| Буккон (Букцион)                | от лат. bucсо — «маска толстощекого обжоры с огромным ртом, крикуна и болтуна в ателлане» | прозвище в родах Лициниев, Валериев, Турпилиев и Фанниев |
| Буколиан (Буцилиан, Букулеян)   | от лат. Bucilianus — «принадлежащий (по рождению) Буцилиям, Буцилиев»                     | прозвище в роде Цецилиев |
| Букс                            |                                                                                           | прозвище в роде Авлиев |
| Бульб                           | от лат. bulbus — «луковица»                                                               | прозвище в роде Атилиев |
| Бурдон                          |                                                                                           | прозвище в роде Юлиев |
| Бурр                            | возможно, от лат. būri — буры, германск. племя в бассейне Одры                            | прозвище в роде Афраниев |
| Бурса                           |                                                                                           | прозвище в роде Мунациев |
| Бурсион                         |                                                                                           | прозвище в роде Юлиев |
| Бутеон                          | от лат. buteo — «сарыч (хищная птица из семейства ястребиных)»                            | прозвище в роде Фабиев |
| Бутра                           | возможно, от др.-греч. Βουθρωτός [лат. Butra] — «уроженец Бутрота, бутротец»              | родовое имя носителя прозвища не установлено |

### В
| Когномен (личный и/или родовой)    | Происхождение | Принадлежность к роду (патрицианскому и/или плебейскому)                                   |
| ---------------------------------- | --- | ------------------------------------------------------------------------------------------ |
| Ваала (Вала)                       | | прозвище в родах Гессиев и Нумониев                                                        |
| Валент                             | произв. от Valens (лат. valens — «здоровый, крепкий»)                                                                        | прозвище в роде Офаниев                                                                    |
| Валентин                           | произв. от Valens (лат. valens — «здоровый, крепкий»)                                                                        | прозвище в роде Валериев                                                                   |
| Валериан                           | от лат. Valerianus — «принадлежащий (по рождению) Валериям, Валериев»                                                        | прозвище в роде Лициниев, Гавиев и Валериев                                                |
| Вальг                              | | прозвище в роде Квинкциев                                                                  |
| Вар                                | от лат. varus — «кривоногий»                                                                                                 | прозвище в родах Атерниев, Квинтилиев, Лициниев, Клавдиев, Плавзурниев, Аттиев и Валериев  |
| Варгула (Виргула)                  | | родовое имя носителя прозвища не установлено (предположительно, его носили в роде Веттиев) |
| Варрон                             | от лат. varro, varo — «простофиля, дурень»                                                                                   | прозвище в родах Теренциев и Виселлиев                                                     |
| Ватикан                            | от лат. Vaticanus — «ватиканский»                                                                                            | прозвище в роде Ромилиев                                                                   |
| Ватия (по одной из версий, Батиат) | от лат. vatius, vatia — «кривоногий, косолапый»                                                                              | прозвище в роде Сервилиев                                                                  |
| Вацерра                            | | родовое имя носителя прозвища не установлено                                               |
| Вейентон                           | от названия города Вейи (лат. Veji)                                                                                          | прозвище в родах Перперн и Фабрициев                                                       |
| Венериан                           | | прозвище в роде Уттиедиев                                                                  |
| Веннон                             | | прозвище в роде Плавтиев                                                                   |
| Вер                                | от лат. verus — «правдивый, верный»                                                                                          | прозвище в родах Окулатиев и Цейониев                                                      |
| Вергилиан                          | от лат. Vergilianus — «принадлежащий (по рождению) Вергилиям, Вергилиев»                                                     | прозвище в родах Фабиев и, предположительно, Юниев                                         |
| Веррес (Верр)                      | от лат. verres — «домашний кабан»                                                                                            | прозвище в роде Крассициев                                                                 |
| Веррукоз                           | от лат. verrucosus — «бородавчатый, шероховатый, корявый»                                                                    | прозвище в родах Фабиев и Азиниев                                                          |
| Веспа                              | от лат. vespa — «оса» | прозвище в родах Теренциев и Аллениев                                                      |
| Веспасиан                          | произв. от номена Vespasius — букв. «Веспасиев, принадлежащий Веспасию»                                                      | прозвище императора Тита Флавия Веспасиана по его матери — Веспасии Полле                  |
| Веспиллон                          | от лат. vespillo — «веспиллон» (рабочий похоронной прислуги, выносившей и хоронившей умерших бедняков по наступлении вечера) | прозвище в роде Лукрециев                                                                  |
| Вестин                             | от лат. Vestinus — «вестинский» (вестины — племя в Самнии)                                                                   | прозвище в родах Катиев и Юлиев                                                            |
| Вет                                | от лат. vetus — «старый, дряхлый»                                                                                            | прозвище в родах Антистиев и Карминиев                                                     |
| Ветулон                            | предположительно, от лат. vetulo [от Vetulonienses — «жители города Vetulonia в Этрурии»]                                    | прозвище в роде Сентиев                                                                    |
| Вибиен (Вибиан)                    | от лат. Vibienus/Vibianus — «принадлежащий (по рождению) Вибиям, Вибиев»                                                     | родовое имя носителя прозвища не установлено                                               |
| Вибулан                            | значение не ясно | прозвище в роде Фабиев                                                                     |
| Визол                              | | прозвище в роде Петелиев                                                                   |
| Виктор                             | от лат. victor — «победитель»                                                                                                | прозвище в родах Помпониев, Аврелиев и Тусцилиев                                           |
| Виндекс                            | от лат. vindex — 1) защитник, заступник, спаситель, освободитель; 2) мститель, каратель                                      | прозвище в родах Веннониев и Юлиев                                                         |
| Винициан                           | от лат. Vinicianus — «принадлежащий (по рождению) Винициям, Винициев»                                                        | прозвище в родах Целиев и Анниев                                                           |
| Виолент                            | возможно, от лат. vis — «насилие» [«неистовый, ретивый, неукротимый»]                                                        | прозвище в роде Волумниев                                                                  |
| Виррон (Варрон?)                   | | прозвище в роде Вибидиев                                                                   |
| Виск                               | | прозвище в роде Вибиев                                                                     |
| Висцеллин                          | возможно, от лат. viscellum — «мясной фарш»                                                                                  | прозвище в роде Кассиев                                                                    |
| Витал                              | от лат. vitalis — «жизненный, полный жизни»                                                                                  | прозвище в роде Пакувиев                                                                   |
| Витул                              | от лат. vitulus р/vitula — «бычок, телёнок»/«тёлка, молодая корова»                                                          | прозвище в родах Мамиллиев и Вокониев                                                      |
| Вифиник                            | от лат. Bithynicus — «провинциал, уроженец Вифинии»                                                                          | прозвище в роде Помпеев                                                                    |
| Вицинат                            | | прозвище в роде Плавтиев                                                                   |
| Вокула                             | от лат. vocula: 1) «слабый (тихий) голос, голосок»; 2) «словцо»                                                              | прозвище в роде Диллиев                                                                    |
| Волез                              | значение не ясно | прозвище в роде Валериев                                                                   |
| Волузиан                           | от лат. Volusianus — «принадлежащий (по рождению) Волузиям, Волузиев»                                                        | прозвище в роде Вибиев                                                                     |
| Вульсон                            | от лат. vulsus — «безбородый, безволосый»                                                                                    | прозвище в роде Манлиев                                                                    |

### Г
| Когномен (личный и/или родовой) | Происхождение | Принадлежность к роду (патрицианскому и/или плебейскому)                                                         |
| ------------------------------- | --- | --- |
| Габит                           | от лат. habitus — «упитанный, вскормленный» | прозвище в родах Клуенциев и Вибиев                                                                              |
| Гавиан                          | от лат. Gavianus — «принадлежащий (по рождению) Гавиям, Гавиев» | прозвище в роде Атилиев                                                                                          |
| Галеон                          | исп. galeón, от фр. galion — увеличительной формы от лат. galea (др.-греч. γαλέα)                                                                                             | родовое имя носителя прозвища не установлено (предположительно, его носил Марк Тукций)                           |
| Галл                            | от лат. gallus — «петух» (также — «галл») | прозвище в родах Сульпициев, Аквиллиев, Росциев, Фадиев, Каниниев, Корнелиев, Азиниев, Элиев, Цестиев и Латериев |
| Гальба                          | от лат. galba — «гусеница» | прозвище в роде Сульпициев                                                                                       |
| Гамала                          | | прозвище в роде Луцилиев                                                                                         |
| Гаргенна                        | | прозвище в роде Оллиев                                                                                           |
| Гаррул                          | от лат. garrulus — «болтливый» | прозвище в роде Бабулеев                                                                                         |
| Гаста                           | от лат. hasta — «жердь, шест; копьё, дротик; скипетр, жезл» | прозвище в роде Нинниев                                                                                          |
| Гатериан                        | от лат. (h)Atherianus — «принадлежащий (по рождению) Гатериям, Гатериев» | прозвище в родах Уммидиев и Юлиев                                                                                |
| Гелиогабал                      | | прозвище в роде Аврелиев                                                                                         |
| Гельва                          | | прозвище в роде Эбуциев                                                                                          |
| Гельвиан                        | произв. от номена Helvius — букв. «Гельвиев, принадлежащий Гельвию» | прозвище в родах Лукрециев и Аттиев                                                                              |
| Гемелл                          | от лат. gemellus — «двойной, сдвоенный; близнец» | прозвище в родах Мениев и Цезулеев                                                                               |
| Гемин                           | от лат. geminus — «двойной, сдвоенный; близнец» | прозвище в родах Ветуриев, Сервилиев и Арториев                                                                  |
| Гемина                          | от лат. hemina — «мера жидкости (0,274 л)» | агномен анналиста Луция Кассия                                                                                   |
| Гемицилл                        | | прозвище в роде Флавиев                                                                                          |
| Герма                           | от др.-греч. ἔρμα — «подпора, столб» | прозвище в роде Лелиев                                                                                           |
| Германик                        | от лат. Germanicus — «покоритель германских племён, германский» | агномен нескольких императоров, дававшийся за победы в Германии                                                  |
| Гета                            | от названия фракийского племени гетов | прозвище в родах Лициниев, Хоссидиев, Лузиев и Лауфеев                                                           |
| Гетулик                         | от лат. Gaetulicus — «гетульский, относящийся к Гетулии (южная часть совр. Марокко и зап. Сахары)»                                                                            | прозвище в родах Корнелиев Лентулов и Юниев                                                                      |
| Гибба                           | | прозвище в родах Теренциев и Помпонеев                                                                           |
| Гибрида                         | лат. hybrida — «гибрид, помесь», также — «ребёнок римлянина и неримлянки» (от др.-греч. ὕβρις — «дерзость, полудикость»)                                                      | прозвище в родах Вариев и Антониев                                                                               |
| Гигин                           | | прозвище в родах Юлиев и Арториев                                                                                |
| Гиллон                          | | прозвище в роде Фульвиев                                                                                         |
| Гиппиан                         | от лат. Hyppianus — «принадлежащий (по рождению) Гиппиям, Гиппиев» | прозвище в роде Вальгиев                                                                                         |
| Гипсей                          | | прозвище в роде Плавтиев                                                                                         |
| Гирр                            | возможно, от лат. hirrio — «(о собаках) рычать, ворчать» | прозвище в родах Луцилиев, Цезиев и Небулеев                                                                     |
| Гиррут                          | | прозвище в роде Педиев                                                                                           |
| Гиспалл                         | | прозвище в родах Феценниев и Корнелиев Сципионов                                                                 |
| Гистр                           | от лат. Hister — уроженец Истрии, истриец | прозвище в роде Палпеллиев                                                                                       |
| Глабр                           | от лат. glaber — «безволосый» | прозвище в роде Клавдиев                                                                                         |
| Глабрион                        | от лат. glaber — «безволосый» | прозвище в родах Ацилиев и Атилиев                                                                               |
| Главк                           | от лат. glaucus — 1) «серо-голубой, зеленоватый или светло синий»; 2) «синеглазый»                                                                                            | прозвище в роде Тициниев                                                                                         |
| Главция                         | от лат. glaucion (бот.) — «синий чистотел» или от лат. glaucus — 1) «серо-голубой, зеленоватый или светло синий»; 2) «синеглазый»                                             | прозвище в родах Сервилиев и Маллиев                                                                             |
| Глиция (Клинеат)                | | прозвище в роде Клавдиев                                                                                         |
| Глобул                          | возможно, от лат. globulus — «шарик; клёцка» | прозвище в родах Сервилиев и Веттиев                                                                             |
| Гомулл                          | от лат. homullus — «человечек, человечишко» | прозвище в родах Ларциев, Аврелиев, Эруциев и Теренциев                                                          |
| Гонорат                         | от лат. honoratus — «уважаемый, почтенный; занимающий почётную должность» | прозвище в родах Нерониев и Сервиев                                                                              |
| Гортал                          | возможно, от лат. hortus — «огороженное место, ферма; огород; фруктовый сад; виноградник»                                                                                     | прозвище в роде Гортензиев                                                                                       |
| Гортатор                        | от лат. hortator [от hortor] — 1) «побудитель, увещеватель, поощритель; убеждающий (в чём-л.), призывающий, склоняющий (к чему-л.) или подстрекатель»; 2) «начальник гребцов» | прозвище в роде Клавдиев                                                                                         |
| Гостилиан                       | от лат. Hostilianus — «принадлежащий (по рождению) Гостилиям, Гостилиев» | прозвище в роде Мессиев                                                                                          |
| Грагул                          | | прозвище в роде Антистиев                                                                                        |
| Гракх                           | значение не ясно | прозвище в родах Семпрониев, Нумериев и Клоациев                                                                 |
| Гракхан                         | от лат. Gracchanus — «Гракхов, принадлежащий Гракху» | прозвище в роде Юниев                                                                                            |
| Грат                            | от лат. gratus — «милый, приятный; благодарный, признательный; заслуживающий благодарности»                                                                                   | прозвище в родах Эруциев, Гавиев, Валериев, Офилиев, Октавиев, Корнелиев, Тициниев, Аврелиев, Атизиев и Юлиев    |
| Гратидиан                       | от лат. Gratidianus — «принадлежащий (по рождению) Гратидиям, Гратидиев» | прозвище в роде Мариев                                                                                           |
| Грацил                          | от лат. gracilis — «тонкий, стройный» | прозвище в родах Турраниев и Домициев                                                                            |
| Грецин                          | от лат. Graecinus — «греческий» | прозвище в родах Октавиев и Помпониев                                                                            |
| Гургит (Гург)                   | от лат. gurges — «водоворот, омут; пучина, бездна», также — «пожиратель, мот, расточитель»                                                                                    | прозвище в родах Фабиев и Волькациев                                                                             |
| Гутта                           | | прозвище в роде Альбиев                                                                                          |

### Д
| Когномен (личный и/или родовой) | Происхождение                                                         | Принадлежность к роду (патрицианскому и/или плебейскому)              |
| ------------------------------- | --------------------------------------------------------------------- | --------------------------------------------------------------------- |
| Дазиан                          | от лат. Dasianus — принадлежащий (по рождению) Дазиям, Дазиев         | прозвище в роде Гостилиев                                             |
| Далматик                        | от лат. Dalmaticus — «далматский»                                     | агномен консула 119 года до н. э. Луция Цецилия Метелла               |
| Дамасипп                        |                                                                       | прозвище в родах Юниев и Лициниев                                     |
| Дамион                          |                                                                       | прозвище в роде Теттиев                                               |
| Декстер                         | от лат. dexter — «правый»                                             | прозвище в родах Турпилиев и Сорниев                                  |
| Декула                          |                                                                       | прозвище в роде Туллиев                                               |
| Дентат                          | от лат. dentatus — «зубастый; язвительный, колючий»                   | прозвище в родах Сикциев и Куриев                                     |
| Дентер                          | от лат. dens — «зуб»                                                  | прозвище в роде Цецилиев                                              |
| Дентикул                        |                                                                       | прозвище в родах Лициниев и Кассиев                                   |
| Дентон                          | от лат. dens — «зуб»                                                  | прозвище в роде Азиниев                                               |
| Дециан                          | от лат. Decianus — «принадлежащий (по рождению) Дециям, Дециев»       | прозвище в родах Плавтиев, Аппулеев, Нумистрониев, Силиев и Макриниев |
| Децидиан                        | от лат. Decidianus — принадлежащий (по рождению) Децидиям, Децидиев   | прозвище в роде Лукрециев                                             |
| Див (Дивит)                     | от лат. dives — «богатый»                                             | прозвище в родах Лициниев и Бебиев                                    |
| Дипил                           | лат. Diphylus от др.-греч. Δίφιλος                                    | прозвище в роде Арториев                                              |
| Долабелла                       | от лат. dolabella — «маленькая мотыга»                                | прозвище в роде Корнелиев                                             |
| Доместик                        |                                                                       | прозвище в родах Клавдиев и Валериев                                  |
| Домициан                        | от лат. Domitianus — «принадлежащий (по рождению) Домициям, Домициев» | прозвище в родах Атилиев, Флавиев и Офониев                           |
| Донат                           | от лат. donatus — «данный, дар, подарок»                              | прозвище в роде Элиев                                                 |
| Дорсуон (Дорсон)                | возможно, от лат. dorsum — «спина, хребет»                            | прозвище в роде Фабиев                                                |
| Доссен                          | от лат. dossenus — «маска злодея в ателлане»                          | прозвище в родах Рубриев и Фабиев                                     |
| Доцил                           |                                                                       | прозвище в роде Арториев                                              |
| Друз                            | значение не ясно, возможно, когномен кельтского происхождения         | прозвище в родах Ливиев и Клавдиев                                    |
| Дур                             |                                                                       | прозвище в родах Лабериев, Понтилиев и Гавиев                         |

### Е
| Когномен (личный и/или родовой) | Происхождение | Принадлежность к роду (патрицианскому и/или плебейскому) |
| ------------------------------- | ------------- | -------------------------------------------------------- |
| Евтрапел                        |               | прозвище в роде Волумниев                                |

### И
| Когномен (личный и/или родовой) | Происхождение                                                                    | Принадлежность к роду (патрицианскому и/или плебейскому)                  |
| ------------------------------- | -------------------------------------------------------------------------------- | ------------------------------------------------------------------------- |
| Империоз                        | от лат. imperiosus — «властный, властвующий»                                     | прозвище в роде Манлиев Торкватов                                         |
| Инноцент                        | от лат. innocens — «безвредный, безобидный, невинный»                            | прозвище в роде Сервеев                                                   |
| Исаврик                         | от лат. Isauricus — «исаврийский»                                                | почётный титул (агномен) покорителя племени исавров Публия Сервилия Ватии |
| Истра                           | предположительно, от лат. Hister — «уроженец Истрии, истриец»                    | прозвище в роде Теренциев                                                 |
| Итал                            | от др.-греч. Ίταλος — царь энотров, именем которого, по преданию, названа Италия | прозвище в роде Плавтиев                                                  |

### К
| Когномен (личный и/или родовой) | Происхождение | Принадлежность к роду (патрицианскому и/или плебейскому) |
| ------------------------------- | --- | --- |
| Кавдекс                         | от лат. caudex — «колода, бревно, чурбан» | прозвище в роде Клавдиев |
| Кавдин                          | от лат. Caudinus — «кавдинский, житель города Кавдий» | прозвище в роде Корнелиев Лентулов |
| Калатин                         | от лат. Calatinus — «житель города Калатия» | прозвище в роде Атилиев |
| Кален                           | от лат. Calenus — «каленский, из города Калы (Cales)» | прозвище в родах Атилиев и Фуфиев |
| Калигула                        | от лат. caligula — «сапожок» | агномен императора Гая Юлия Цезаря, закрепившийся за ним после того, как в детстве он появился на публике в одежде легионера, обутый в маленькие калиги (солдатские сапоги) |
| Калид                           | от лат. caldus, calidus — «пылкий, горячий» | прозвище в роде Юлиев |
| Калидиан                        | произв. от номена Calidius (Callidius) — букв. «Калидиев (Каллидиев), принадлежащий Калидию (Каллидию)»                                                  | прозвище в роде Коскониев |
| Каллаик                         | от лат. Callaicus — «Галлецийский» | прозвище в роде Юниев |
| Каллиопа                        | от др.-греч. Καλλιόπη — «красноречивая» | прозвище в роде Коссиниев |
| Кальв                           | от лат. calvus — «лысый, плешивый» | прозвище в родах Лициниев и Селициев |
| Кальвена                        | возможно, от лат. calvus — «лысый, плешивый» | прозвище в роде Матиев |
| Кальвин                         | от лат. calvus — «лысый, плешивый» | прозвище в родах Домициев, Секстиев и Эфициев |
| Кальд                           | от лат. caldus, calidus — «пылкий, горячий» | прозвище в роде Целиев |
| Кальдон                         | возможно, от лат. caldus, calidus — «пылкий, горячий» | прозвище в родах Клавдиев и Валериев |
| Камериан                        | | родовое имя носителя прозвища не установлено |
| Камерин                         | от лат. Camerinus — «житель города Камерии» | прозвище в роде Сульпициев |
| Камилл                          | от лат. camillus/camilla — «юноша/девушка безупречного происхождения, допущенный/-ая к служению богам»                                                   | прозвище в родах Фуриев и Аррунциев |
| Кампан                          | от лат. Campanus — «кампанский, капуанский, житель Кампании либо города Капуя»                                                                           | прозвище в роде Арментидиев |
| Кан                             | | прозвище в роде Геллиев |
| Канина                          | от лат. canina — «собачье мясо» | прозвище в родах Клавдиев и Ацилиев |
| Капитолин                       | от лат. Capitolinus [от Capitolius] — «Капитолийский (римский холм, где жрецами осуществлялись жертвоприношения)»                                        | прозвище в родах Манлиев и Петилиев |
| Капитон                         | от лат. capito — «большеголовый» | прозвище в родах Фонтеев, Габиниев, Аттеев и Веллеев |
| Капрарий                        | от лат. caprarius — «козий, козопас» | агномен в роде Цецилиев Метеллов |
| Кар                             | от лат. carus — «дорогой» | прозвище в родах Эбуциев, Лукрециев, Порциев и Карвилиев |
| Каракалла                       | | прозвище в роде Септимиев |
| Карбон                          | от лат. carbo — «уголь» | прозвище в родах Папириев и Манлиев |
| Карон                           | от лат. caro, carnis — 1) «мясо, падаль, мертвечина; дикое мясо»; 2) «куски мяса»; 3) «мякоть; сердцевина»; 4) «плоть, тело»                             | прозвище в роде Сепстиниев |
| Каррина (Карина)                | возможно, произв. от Carus (от лат. carus — «дорогой»)                                                                                                   | прозвище в роде Альбиев |
| Каск                            | от лат. cascus — «старинный, древний» | прозвище в роде Педиев |
| Каска                           | возможно, от лат. cascus — «старинный, древний» | прозвище в роде Сервилиев |
| Кассиан                         | произв. от номена Cassius — букв. «Кассиев, принадлежащий Кассию»                                                                                        | прозвище в роде Цинтасиев |
| Каст                            | от лат. castus — «чистый, незапятнанный, непорочный» | прозвище в роде Арториев |
| Кат                             | от лат. catus — «смышлёный, хитроумный» либо catus (cattus) — «кот»                                                                                      | прозвище в роде Элиев |
| Катилина                        | возможно, от лат. catulina — «собачье мясо» | агномен Луция Сергия, организатора заговора 63 года до н. э. |
| Катон                           | возможно, от лат. catus — «смышлёный, хитроумный» | прозвище в родах Гостилиев, Порциев и Валериев |
| Катул                           | от лат. catulus — «котёнок, щенок» | прозвище в родах Лутациев и Валериев |
| Катуллин                        | произв. от номена Catullus (возможно, от лат. catulus — «котёнок, щенок»)                                                                                | прозвище в родах Помпеев, Фабиев и Акониев |
| Катюсса                         | | прозвище в роде Помпеев |
| Кафон (Кофон)                   | | прозвище в роде Вентилиев |
| Квадрат                         | от лат. quadratus — «четырёхугольный», также — «складный, соразмерный»                                                                                   | прозвище в родах Азиниев, Нинниев, Фанниев, Уммидиев, Корнелиев и Стациев                                                                                                   |
| Квадригарий                     | Возница (квадрига — колесница, запряжённая четвёркой коней)                                                                                              | прозвище в роде Клавдиев |
| Квиет                           | от лат. quietus — «тихий, спокойный» | прозвище в роде Лузиев |
| Квинтиан (Квинкциан)            | произв. от номена Quintius (Quinctius) — букв. «Квинциев (Квинкциев), принадлежащий Квинцию (Квинкцию)»                                                  | прозвище в роде Тусцилиев |
| Квиринал                        | от лат. Quirinalis — «Квиринов, принадлежащий Квирину»                                                                                                   | прозвище в роде Сестиев |
| Клавд                           | от лат. claudus — «хромой» | прозвище в роде Квинкциев |
| Клавдиан (Клодиан)              | от лат. Claudianus — «принадлежащий (по рождению) Клавдиям, Клавдиев»                                                                                    | прозвище в родах Корнелиев Лентулов и Ливиев |
| Клар                            | от лат. clarus — «ясный, светлый» | прозвище в роде Аттиев |
| Классик                         | от лат. classicus — «относящийся к первому классу римских граждан; первоклассный, образцовый», также — «флотский, морской»                               | прозвище в роде Петрониев |
| Клемент                         | от лат. clemens — «милосердный» | прозвище в родах Кальвиев и Песценниев |
| Клепсина                        | лат. Clepsīna, по-видимому, от clepo [-psī] (греч., редк.) — «воровать, красть, похищать; скрываться»                                                    | прозвище в роде Генуциев |
| Клесипп                         | | прозвище в роде Геганиев |
| Клуториан                       | произв. от номена Clutorius — букв. «Клуториев, принадлежащий Клуторию»                                                                                  | родовое имя носителя прозвища не установлено |
| Коксон                          | возможно, от лат. coxa — «бедро, ляжка» | прозвище в роде Сергиев Фиденатов |
| Коллатин                        | | прозвище в роде Тарквиниев |
| Коллега                         | | прозвище в роде Помпеев |
| Колумелла                       | | прозвище в роде Юниев |
| Коммод                          | от лат. commodus — «подходящий, удобный», также — «здоровый», «обходительный, любезный»                                                                  | прозвище в роде Цейонниев |
| Конг                            | | прозвище в роде Юниев |
| Кондиан                         | от лат. Condianus — «принадлежащий (по рождению) Кондиям, Кондиев»                                                                                       | прозвище в роде Квинтилиев |
| Концессиан                      | произв. от Concessus — букв. «Концессов, принадлежащий Концессу» (от лат. concessus — «уехавший, ушедший; отданный, уступленный; дозволенный, законный») | прозвище в роде Арториев |
| Копиола                         | | прозвище в родах Галериев, Гонгиев, Пупиев, Фульвиев, Миниев и Тадиев |
| Копион                          | | родовое имя носителя прозвища не установлено |
| Копон                           | | прозвище в роде Мациев/Матиев |
| Корбулон                        | возможно, от лат. corbula — «корзиночка» | прозвище в родах Гельвациев и Домициев |
| Корв                            | от лат. corvus — «ворон» | прозвище в родах Аквиллиев, Валериев и Латериев |
| Корвин                          | от лат. corvinus — «воронов, принадлежащий ворону» | прозвище в родах Валериев и Латериев |
| Корд                            | от лат. cordus, chordus — «поздно родившийся, поздний»                                                                                                   | прозвище в родах Муциев, Кремуциев, Цезиев и Везиев |
| Кориолан                        | от лат. Coriolanus — «кориольский, относящийся к городу Кориолы»                                                                                         | агномен Гнея Марция, завоевателя города Кориолы |
| Коритинезан                     | | прозвище в роде Герминиев |
| Коркодил                        | от др.-греч. κροκόδειλος (от «κρόκη» + «δεῖλος», «галечный червь»)                                                                                       | прозвище в роде Нонниев |
| Коркул                          | от лат. corculum — «сердечко», также — «умница, разумный»                                                                                                | прозвище в роде Корнелиев Сципионов |
| Корнелиан                       | произв. от номена Cornelius — букв. «Корнелиев, принадлежащий Корнелию»                                                                                  | прозвище в роде Аттидиев |
| Корницен                        | от лат. cornicen — «играющий на роге, трубач, горнист, флейтист»                                                                                         | прозвище в родах Оппиев и Эбуциев |
| Корнут                          | от лат. cornutus — «рогатый» | прозвище в родах Сульпициев, Цецилиев и Фуфициев |
| Корона                          | от др.-греч. corona — «венок, венец, гирлянда; наградной венок»                                                                                          | прозвище в родах Сервиев, Силициев/Сецилиев и Пинариев |
| Косс                            | от лат. cossus — «жук-древоточец» | прозвище в роде Корнелиев |
| Коста                           | | прозвище в роде Педаниев |
| Котила                          | возможно, от др.-греч. cotula — «сосуд ёмкостью в полсекстария»                                                                                          | прозвище в роде Вариев |
| Котта                           | возможно, связано с игрой в коттаб (др.-греч. κότταβος, лат. cottabus); 2) перен. «всплеск»; шутл. «звонкий удар»                                        | прозвище в родах Аврелиев и Аврункулеев |
| Красс                           | от лат. crassus — «толстый, плотный» | прозвище в родах Папириев, Ветуриев, Отацилиев, Кальпурниев, Лициниев, Аквиллиев и Галериев                                                                                 |
| Крассиан                        | от лат. Crassianus [от crassus — богач] — принадлежащий (по рождению) Крассам, Крассов                                                                   | родовое имя носителя прозвища не установлено |
| Крассипед                       | | прозвище в роде Фуриев |
| Крепереян                       | от лат. Crepereianus — «принадлежащий (по рождению) Крепереям, Крепереев»                                                                                | прозвище в роде Цецилиев |
| Кре́тик                          | от лат. craeticus — «Критский, критянин» | агномен Марка Антония, воевавшего в 73—71 до н. э. со средиземноморскими пиратами у о. Крит                                                                                 |
| Крисп                           | от лат. crispus — «кудрявый, курчавый» | прозвище в родах Манилиев, Марциев, Саллюстиев и Юлиев |
| Криспин                         | произв. от Crispus (от лат. crispus — «кудрявый, курчавый»)                                                                                              | прозвище в родах Квинкциев, Сальвиев и Процилиев |
| Криста                          | | прозвище в роде Невиев |
| Кротон                          | | прозвище в роде Мецилиев |
| Крус                            | от лат. crus — «голень» | прозвище в роде Корнелиев Лентулов |
| Крусцеллион                     | | прозвище в роде Корнелиев Лентулов |
| Куллеон                         | возможно, от лат. culleus — куллей (кожаный мешок, мех для хранения вина)                                                                                | прозвище в родах Теренциев и Ториев |
| Куман                           | | прозвище в родах Манилиев и Вентидиев |
| Кунктатор                       | от лат. cunctator — букв. «медлитель, медлительный, осторожный человек»                                                                                  | агномен полководца Квинта Фабия Максима |
| Курв (Курва)                    | от лат. curvus — «кривой, согнутый; извращённый» | прозвище в родах Фульвиев, Генуцилиев и Петтиев |
| Курион                          | от лат. curio — «глашатай», также — «бедолага, заморыш»                                                                                                  | прозвище в роде Скрибониев |
| Курсор                          | от лат. cursor — «скороход, гонец, бегун» | прозвище в роде Папириев |

### Л
| Когномен (личный и/или родовой) | Происхождение | Принадлежность к роду (патрицианскому и/или плебейскому)                                         |
| ------------------------------- | --- | ------------------------------------------------------------------------------------------------ |
| Лабеон                          | от лат. labeo — «губан, толстогубый» | прозвище в родах Фабиев, Атиниев, Волькациев, Каниниев, Пакувиев, Антистиев, Альбиев и Помпониев |
| Лабиен                          | | прозвище в роде Атиев                                                                            |
| Лак                             | | прозвище в роде Сервилиев                                                                        |
| Лакон                           | | прозвище в родах Абукциев и Корнелиев                                                            |
| Лактука                         | от лат. lactuca — «латук, кочанный салат» | прозвище в роде Валериев                                                                         |
| Лактуцин                        | произв. от Lactuca (от лат. lactuca — «латук, кочанный салат») | прозвище в роде Валериев                                                                         |
| Ламия                           | возможно, от лат. lamia — «ламия» (фантастическое ночное чудовище, пожирающее детей) либо от названия фессалийского города Ламия                                                           | прозвище в роде Элиев                                                                            |
| Ланат                           | от лат. lanatus — «покрытый шерстью, покрытый пухом» | прозвище в роде Менениев                                                                         |
| Ланувин                         | | прозвище в роде Лусциев                                                                          |
| Лаппа                           | | прозвище в роде Помпилиев                                                                        |
| Ларг                            | от лат. largus — «щедрый, обильный» | прозвище в роде Скрибониев                                                                       |
| Ларискол                        | | прозвище в роде Акколеев                                                                         |
| Латеран                         | от лат. Lateranus — «латеранский» | прозвище в родах Секстиев, Ювентиев и Плавтиев                                                   |
| Латиниан                        | от лат. Latiniens, Latinus — «латинский, латинянин, житель Латия» | прозвище в родах Целиев и Корнелиев                                                              |
| Лев                             | от лат. laevus («левый») у жрецов-авгуров: «благоприятный, находящийся слева (авгур стоял лицом к югу, а потому восток, который считался счастливой стороной, оказывался с левой стороны)» | прозвище в роде Киспиев                                                                          |
| Левин                           | возможно, от лат. Laevi — «левы (лигурийское племя в Транспаданской Галлии)» | прозвище в роде Валериев                                                                         |
| Лезон                           | | прозвище в роде Фульвиев                                                                         |
| Лека                            | | прозвище в роде Порциев                                                                          |
| Ленат                           | от лат. laena — «лена, шерстяной плащ» | прозвище в родах Попиллиев и Октавиев                                                            |
| Лентон                          | возможно, от лат. lens — 1) «неповоротливый, медленный»; 2) «чечевица» | прозвище в роде Цезенниев                                                                        |
| Лентул                          | возможно, от лат. lens — 1) «неповоротливый, медленный»; 2) «чечевица» (первые Корнелии Лентулы, согласно Плинию, культивировали чечевицу)                                                 | прозвище в роде Корнелиев                                                                        |
| Лепид                           | от лат. lepidus — «изящный, красивый, блистательный» | прозвище в родах Эмилиев, Сергиев и Азиниев                                                      |
| Лепта                           | от др.-греч. λεπτός — «маленький, тонкий» | родовое имя носителя прозвища не установлено (предположительно, его носили в роде Пакониев)      |
| Лептин                          | от лат. Leptinus [от Leptis] — «лептийский» | прозвище в роде Фуриев                                                                           |
| Либерал                         | | прозвище в родах Антониев, Вибиев и Арториев                                                     |
| Либон                           | значение не ясно | прозвище в роде Скрибониев                                                                       |
| Ливиан                          | от лат. Livianus — «принадлежащий (по рождению) Ливиям, Ливиев» | прозвище в роде Эмилиев                                                                          |
| Лигариан                        | от лат. Ligarianus — «принадлежащий (по рождению) Лигариям, Лигариев» | прозвище в роде Бурбулеев                                                                        |
| Лигур (Лиг)                     | от лат. Ligur/Ligus — «лигурийский, лигуриец, житель Лигурии» | прозвище в родах Элиев и Октавиев                                                                |
| Лиметан                         | | прозвище в роде Мамиллиев                                                                        |
| Лицин                           | значение не ясно, возможно, когномен этрусск. происхождения | прозвище в родах Фабиев, Порциев и Клодиев                                                       |
| Лициниан                        | произв. от Licinus и номена Licinius — букв. «Лицинов (Лициниев), принадлежащий Лицину (Лицинию)»                                                                                          | прозвище в роде Порциев                                                                          |
| Лоллиан                         | произв. от номена Lollius — букв. «Лоллиев, принадлежащий Лоллию» | прозвище в роде Аррунциев                                                                        |
| Лонг                            | от лат. longus — «длинный» | прозвище в родах Сульпициев, Фульвиев, Семпрониев, Консидиев и Сервилиев                         |
| Лонгин                          | произв. от Longus (от лат. longus — «длинный») | прозвище в родах Кассиев и Помпеев                                                               |
| Лузиан                          | произв. от номена Lusius — букв. «Лузиев, принадлежащий Лузию» | прозвище в роде Педиев                                                                           |
| Лукан                           | от лат. Lucanus [от Lucania] — «уроженец Лукании (Этрурия), луканец» | прозвище в родах Теренциев, Фавониев и Аннеев                                                    |
| Лукрециан                       | произв. от номена Lucretius — букв. «Лукрециев, принадлежащий Лукрецию» | прозвище в роде Тициниев                                                                         |
| Лукрион                         | возможно, от лат. lucri — «выгода, прибыль; выигрыш» | прозвище в родах Фарзулеев, Апусциев, Нерониев и Гаргенниев                                      |
| Лукулл                          | возможно, от лат. luculla — «ямочка на подбородке» | прозвище в родах Лициниев, Теренциев и Венулеев                                                  |
| Луп                             | от лат. lupus — «волк» | прозвище в родах Корнелиев, Рутилиев и Юлиев                                                     |
| Луркон                          | от лат. lurco — «обжора, кутила, расточитель» | прозвище в роде Ауфидиев                                                                         |
| Луск                            | от лат. luscus — «одноглазый» | прозвище в родах Анниев и Латериев                                                               |
| Лусцин                          | от лат. luscinus — «одноглазый, кривой» | прозвище в роде Фабрициев                                                                        |
| Лутациан                        | произв. от номена Lutatius — букв. «Лутациев, принадлежащий Лутацию» | прозвище в роде Кальпурниев                                                                      |

### М
| Когномен (личный и/или родовой)  | Происхождение | Принадлежность к роду (патрицианскому и/или плебейскому) |
| -------------------------------- | --- | --- |
| Магн                             | от лат. magnus — «великий» | прозвище в родах Постумиев, Помпеев и Вентилиев |
| Мазон                            | | прозвище в роде Папириев |
| Макат                            | возможно, от лат. maccus: 1) «макк (шутовской персонаж из ателланы)»; 2) перен. «простофиля, дурачок»                                      | прозвище в роде Ливиев |
| Македон                          | от лат. Macedo — «македонец» | прозвище в родах Рубриев и Ларциев |
| Макр                             | от лат. macer — «худой, тощий» | прозвище в роде Лициниев |
| Макрон                           | | прозвище в роде Суториев |
| Максим                           | от лат. maximus — «величайший» | прозвище в родах Фабиев, Домициев, Карвилиев, Сульпициев, Маллиев, Эгнациев, Магиев, Валериев, Санквиниев, Лабериев, Лаппиев, Гаргенниев, Клавдиев, Лабиниев, Арториев и Клуториев |
| Максимиан                        | произв. от Maximus — букв. «Максимов, принадлежащий Максиму»                                                                               | прозвище в роде Офониев |
| Макула                           | от лат. macula: 1) «пятно»; 2) «позор, бесчестье»; 3) «петля (очко) сети»                                                                  | прозвище в роде Помпеев |
| Маллеол                          | от лат. malleolus — «маленький молоток, молоточек; саженец, черенок; зажигательная стрела»                                                 | прозвище в роде Публициев |
| Малугинен                        | значение не ясно | прозвище в роде Корнелиев |
| Мальтин (Лентин)                 | | прозвище в роде Манлиев |
| Мамерцин                         | произв. от преномена (личного имени) «Мамерк» (Mamercus), также употребляющегося в качестве когномена                                      | прозвище в родах Пинариев и Эмилиев |
| Мамилиан                         | от лат. Mamillianus — «принадлежащий (по рождению) Мамилиям, Мамилиев»                                                                     | прозвище в роде Помпониев |
| Маммула                          | от лат. mamma («грудь») + уменьш. суффикс                                                                                                  | прозвище в роде Корнелиев |
| Манса                            | | прозвище в роде Гельвиев |
| Манцин                           | возможно, от лат. mancus — «увечный, бессильный»                                                                                           | прозвище в родах Гостилиев и Манлиев |
| Маридиан                         | от лат. Maridianus — «принадлежащий (по рождению) Маридиям, Маридиев»                                                                      | прозвище в родах Коссуциев и Маридиев |
| Марин                            | от лат. marinus — «морской» | прозвище в роде Валериев |
| Марон                            | значение не ясно | когномен поэта Публия Вергилия |
| Марпор                           | | прозвище в роде Пинариев |
| Марс                             | предположительно, от лат. Marsus [от Marsi] — уроженец латинского племени марсов                                                           | прозвище в родах Насидиев и Домициев |
| Марулл                           | | прозвище в роде Эпидиев |
| Марцелл                          | либо уменьшит. форма преномена «Марк» (Marcus), либо восходящее к имени римского бога войны                                                | прозвище в родах Клавдиев, Азиниев и Макциев |
| Марцеллин                        | произв. от Marcellus — «уменьш. форма преномена (личного имени) „Марк“ (Marcus)»                                                           | прозвище в родах Корнелиев и Арториев |
| Марциал                          | от лат. Martialis — «жрец, служитель культа Марса»                                                                                         | прозвище в родах Валериев и Вентилиев |
| Марциан                          | произв. от номена Marcius — букв. «Марциев, принадлежащий Марцию»                                                                          | прозвище в родах Юлиев и Тарквициев |
| Маскул (по другой версии, Назон) | от лат. masculus — «мужской, мужественный»                                                                                                 | прозвище в роде Галериев |
| Масса                            | | прозвище в роде Бебиев |
| Массалиота                       | от лат. Massaliotus — «галл-массилиец» | прозвище в роде Теренциев |
| Матерн                           | от лат. maternus — «материнский» | прозвище в роде Помпониев |
| Матон                            | значение не ясно | прозвище в родах Помпониев и Невиев |
| Маурин                           | произв. от Maurus (от лат. Maurus — «мавританский»)                                                                                        | прозвище в роде Валлиев |
| Мацерин                          | возможно, от лат. macera — «короткий меч, махайра», maceria — «ограда, забор» либо macero — «размягчать, размачивать; ослаблять, изнурять» | прозвище в роде Геганиев |
| Мацерион                         | возможно, от лат. maceria — «забор» | прозвище в роде Атиниев |
| Мевулан (Мефулан)                | | родовое имя носителя прозвища не установлено |
| Мегелл                           | значение не ясно | прозвище в роде Постумиев |
| Медуллин                         | от лат. Medullinus — «житель Медуллии (маленького городка в Латии)»                                                                        | прозвище в роде Фуриев |
| Мела                             | | прозвище в роде Помпониев |
| Менат                            | | прозвище в роде Лициниев |
| Мензор                           | от лат. mensor — 1) землемер; 2) весовщик; 3) строитель                                                                                    | прозвище в родах Фарзулеев и Сеев |
| Ментон                           | возможно, от лат. mentum — «подбородок» | прозвище в роде Юлиев |
| Мерг                             | | прозвище в родах Леториев и Кавлиев (Авлиев) |
| Меренда                          | от лат. merenda — «пополуденная трапеза»                                                                                                   | прозвище в родах Антониев и Корнелиев |
| Мерула                           | от лат. merula — «дрозд» | прозвище в родах Корнелиев, Помпеев и Эпидиев |
| Мессала                          | от названия города Messana (совр. Мессина)                                                                                                 | прозвище в роде Валериев |
| Метелл                           | предположительно, от лат. meteila — «корзина с камнями (для сбрасывания со стен осаждённого города на неприятеля)»                         | прозвище в роде Цецилиев |
| Меценат                          | | прозвище в роде Цильниев |
| Микцион                          | значение не ясно; возможно, когномен кельтск. происхождения                                                                                | прозвище в роде Цетрониев |
| Милон                            | | прозвище в роде Анниев |
| Минициан                         | от лат. Minicianus — «принадлежащий (по рождению) Минициям, Минициев»                                                                      | прозвище в роде Корнелиев |
| Миртил                           | | прозвище в роде Минуциев |
| Модерат                          | от лат. moderatus — «умеренный, сдержанный, благоразумный»                                                                                 | прозвище в роде Юниев |
| Модест                           | от лат. modestus — «скромный, умеренный»                                                                                                   | прозвище в роде Латериев |
| Молликул                         | | прозвище в родах Минуциев и Уммидиев |
| Молон                            | | прозвище в роде Помпониев |
| Монтан                           | от лат. montanus — «горный, горец» | прозвище в родах Туллиев, Юлиев и Целиев |
| Мосх                             | | прозвище в роде Нерониев |
| Мугиллан                         | от лат. Mugillanus — «мугилланский, относящийся к городу Мугилла»                                                                          | прозвище в роде Папириев |
| Муза                             | от лат. Musa — «муза» | прозвище в родах Помпониев и Антониев |
| Мул                              | | прозвище в роде Латериев |
| Мурена                           | от лат. muraena — «мурена (хищная рыба из отряда угрей)», также — «род ожерелья»                                                           | прозвище в родах Лициниев, Теренциев и Росциев |
| Мурк                             | | прозвище в роде Стациев |
| Мурриан                          | от лат. Murrianus — «принадлежащий (по рождению) Мурриям, Мурриев»                                                                         | прозвище в роде Эмилиев |
| Мус                              | от лат. mus (от muris) — «мышь или крыса»                                                                                                  | прозвище в роде Дециев |
| Муска                            | от лат. musca — 1) «муха»; 2) «любопытный или назойливый человек»                                                                          | прозвище в роде Семпрониев |
| Мустела                          | от лат. mustela (зоол.) — 1) ласка; 2) предпол. род миноги или угря                                                                        | прозвище в роде Сеев |
| Мут                              | от лат. mutus — немой, безгласный | прозвище в роде Альбуриев |
| Мутил                            | от лат. mutilus — «увечный, изувеченный, искалеченный»                                                                                     | прозвище в роде Папиев |
| Муттон                           | | прозвище в роде Тициев |
| Муциан                           | от лат. Mucianus — «принадлежащий (по рождению) Муциям, Муциев»                                                                            | прозвище в роде Лициниев |

### Н
| Когномен (личный и/или родовой) | Происхождение | Принадлежность к роду (патрицианскому и/или плебейскому)                                                            |
| ------------------------------- | --- | --- |
| Назика                          | от лат. nasica — «остроносый, носатый»                                                                            | прозвище в родах Корнелиев, Цецилиев и Эгнациев                                                                     |
| Назон                           | от лат. nasus — «нос»                                                                                             | прозвище в родах Аксиев, Вокониев, Акториев/Макториев, Секстиев, Овидиев, Вириазиев и Антониев                      |
| Намуса                          | | прозвище в роде Ауфидиев                                                                                            |
| Натал                           | от лат. natalis — «относящийся к рождению, связанный с моментом рождения», также — «родной, отчий, отечественный» | прозвище в родах Атилиев, Антониев и Минициев                                                                       |
| Натта                           | от лат. natta — «валяльщик»                                                                                       | прозвище в родах Пинариев и Сцедиев                                                                                 |
| Непот                           | от лат. nepos — «племянник, внук»                                                                                 | прозвище в родах Фламиниев и Цецилиев                                                                               |
| Нерва                           | возможно, от лат. nervus — «жила»                                                                                 | прозвище в родах Лициниев, Силиев и Кокцеев                                                                         |
| Нерон                           | значение не ясно; возможно, от саб. nero — «сильный, стойкий»                                                     | прозвище в роде Клавдиев                                                                                            |
| Нигер                           | от лат. niger — «чёрный»                                                                                          | прозвище в родах Цецилиев, Валериев, Корнелиев Лентулов, Новиев, Турраниев, Тудициев, Латериев, Цезиев и Песценниев |
| Нинниан                         | произв. от номена Ninnius — букв. «Нинниев, принадлежащий Ниннию»                                                 | прозвище в роде Луцилиев                                                                                            |
| Нобилиор                        | от лат. nobilis — «знатный, родовитый; славнейший, известнейший»                                                  | прозвище в родах Фульвиев и Тусцениев                                                                               |
| Ноктуа                          | | прозвище в роде Цедициев                                                                                            |
| Номентан                        | | прозвище в родах Атилиев, Кассиев и Лузиев                                                                          |
| Нониан                          | от лат. Nonianus — «принадлежащий (по рождению) Нониям, Нониев»                                                   | прозвище в роде Консидиев                                                                                           |
| Нуд                             | от лат. nudus — «нагой»                                                                                           | прозвище в родах Рутилиев и Нуннулеев                                                                               |
| Нукула                          | от лат. nucula — «орешек»                                                                                         | прозвище в роде Нумизиев                                                                                            |
| Нумериан                        | от лат. Numerianus — «принадлежащий (по рождению) Нумериям, Нумериев»                                             | прозвище в роде Аврелиев                                                                                            |
| Нумида                          | от лат. Numida [Numidicus] — «уроженец Нумидии, нумидиец»                                                         | прозвище в родах Эмилиев и Плавтиев                                                                                 |
| Нумониан                        | от лат. Numonianus — «принадлежащий (по рождению) Нумониям, Нумониев»                                             | прозвище в роде Бебиев                                                                                              |

### О
| Когномен (личный и/или родовой) | Происхождение | Принадлежность к роду (патрицианскому и/или плебейскому) |
| ------------------------------- | --- | -------------------------------------------------------- |
| Обсеквент                       | от лат. obsequens — «уступчивый, услужливый; снисходительный, милостивый»                                                    | прозвище в роде Юлиев                                    |
| Овикула                         | от лат. ovicula — «овечка»                                                                                                   | агномен полководца Квинта Фабия Максима                  |
| Окрея                           | от лат. ocrea [ae (преим. pl.)]: 1) «поножи, наголенники (часть доспехов, надевавшаяся на голень)»; 2) «род охотничьих гетр» | прозвище в роде Лусциев                                  |
| Окулат                          | от лат. oculatus — «имеющий глаза, зрячий» (от oculus — «глаз»), также — «явный, заметный, видимый»                          | прозвище в роде Элиев                                    |
| Оппианик                        | | прозвище в родах Альбиев и Нинниев                       |
| Оптат                           | от лат. optatus — «желанный, с нетерпением ожидаемый»                                                                        | прозвище в родах Фанниев и Бурбулеев                     |
| Ората                           | от лат. aurata [Sparus aurata] — «золотистый спар (ценная промысловая рыба из сем. спаровых)»                                | прозвище в роде Сергиев                                  |
| Оратор                          | от лат. orare — «говорить» (orator — «говорящий»)                                                                            | прозвище в роде Антониев                                 |
| Орест                           | от др.-греч. имени Ὀρέστης («Орестес»), происх. от ὄρος («орос») — «гора»; букв. «горный, горец»                             | прозвище в родах Аврелиев, Ауфидиев и Антониев           |
| Орестин                         | от лат. Orestinus — «ведущий происхождение от Ореста»                                                                        | прозвище в роде Муциев                                   |
| Орка                            | | прозвище в роде Валериев                                 |
| Орфит                           | | прозвище в родах Сальвиев, Корнелиев и Вириев            |
| Отон                            | значение не ясно | прозвище в родах Росциев и Сальвиев                      |
| Офелла (Афелла)                 | от лат. ofella — «кусочек»                                                                                                   | прозвище в роде Лукрециев                                |
| Оцелла                          | от лат. ocellus — «маленький глаз, глазок» (от oculus — «глаз»), также — «краса, перл»; (ласк.) «радость (моя)»              | прозвище в роде Ливиев                                   |

### П
| Павел                 | от лат. paullus [от paulus (paucus + per) — «неимущий, бедняк»] — «малый, скромный, незначительный» | прозвище в родах Эмилиев, Туториев и Сергиев                                                              |  |  |  |
| Павлул                | от лат. paullulus — «маленький, крохотный» | прозвище в роде Постумиев                                                                                 |  |  |  |
| Павон                 | | прозвище в роде Фирцелиев/Фисцилиев                                                                       |  |  |  |
| Пакат                 | от лат. pacatus — «мирный, спокойный» | прозвище в роде Уммидиев                                                                                  |  |  |  |
| Пакониан              | произв. от номена Paconius — букв. «Пакониев, принадлежащий Паконию» | прозвище в роде Секстиев                                                                                  |  |  |  |
| Паликан               | от названия города Палика (лат. Palica) | прозвище в роде Лоллиев                                                                                   |  |  |  |
| Паллас                | | прозвище в роде Антониев                                                                                  |  |  |  |
| Пальма                | от лат. palma — «ладонь, кисть руки», также — «пальмовая ветвь (в т. ч. как награда победителю в состязаниях)», «победитель (на состязаниях)» | прозвище в родах Юлиев и Корнелиев                                                                        |  |  |  |
| Пандосин (Пандусин?)  | | родовое имя носителя прозвища не установлено                                                              |  |  |  |
| Пандуса               | др.-греч. Πανδούσαν; либо от pandura (греч. — «пандура, трёхструнный муз. инструмент»), либо от лат. pandus («согнутый, изогнутый»; «искривлённый, кривой»; «согбенный, сгорбленный, сутулый»), либо от лат. Pandosia («полис в Феспротии, Эпир»; «город в Бруттие, Лукания») | прозвище в роде Латиниев                                                                                  |  |  |  |
| Панса                 | от лат. pansa — «человек с широкими ступнями» | прозвище в родах Тициниев, Аппулеев, Опимиев, Вибиев и Сестиев                                            |  |  |  |
| Пантера               | лат. рanthera (1) охотничья добыча, весь улов; 2) пантера или барс), от др.-греч. πάνθηρ (παντός — «самый из…» + θήρ — «зверь») | прозвище в родах Туруллиев, Отацилиев, Юлиев, Крепереев, Сестиев и Ауфидиев                               |  |  |  |
| Пап                   | значение не ясно | прозвище в роде Эмилиев                                                                                   |  |  |  |
| Папериан (Папириан)   | произв. от номена Papirius — букв. «Папириев, принадлежащий Папирию» | прозвище в роде Латериев                                                                                  |  |  |  |
| Парр                  | | прозвище в родах Эбуциев и Пантулеев/Плагулеев                                                            |  |  |  |
| Пассер                | | прозвище в роде Петрониев                                                                                 |  |  |  |
| Пассиен               | от лат. Passienus — «принадлежащий (по рождению) Пассиям, Пассиев» | прозвище в роде Саллюстиев                                                                                |  |  |  |
| Пастор                | | прозвище в роде Алетиев/Алледиев                                                                          |  |  |  |
| Патеркул              | от лат. paterculus: pater («отец») + уменьш. суффикс | прозвище в родах Альбиниев, Сульпициев и Веллеев                                                          |  |  |  |
| Паулин                | произв. от лат. Paulus (Paullus — «малый, скромный») | прозвище в роде Светониев                                                                                 |  |  |  |
| Пациент               | | прозвище в роде Мурраниев                                                                                 |  |  |  |
| Пацил                 | возможно, от лат. pax — «мир» | прозвище в роде Фуриев                                                                                    |  |  |  |
| Пегас                 | | прозвище в роде Плавтиев                                                                                  |  |  |  |
| Педон                 | | прозвище в родах Ювентиев, Октавиев и Карвилиев                                                           |  |  |  |
| Пекуниола             | | прозвище в роде Аврелиев                                                                                  |  |  |  |
| Пенн                  | возможно, от лат. penna — «перо, крыло» | прозвище в родах Квинкциев и Юниев                                                                        |  |  |  |
| Пенула                | от лат. Poenulа — «пунийка, карфагенянка» | прозвище в роде Центениев                                                                                 |  |  |  |
| Пера                  | от лат. pera — «ранец, сума» | прозвище в роде Юниев                                                                                     |  |  |  |
| Перса                 | от лат. Persa — «перс» | прозвище в родах Петрониев, Рициниев и Корнелиев                                                          |  |  |  |
| Персик                | от лат. Persicus — «персидский», также — «Персеев, принадлежащий Персею» | прозвище в роде Фабиев                                                                                    |  |  |  |
| Пет                   | от лат. paetus — «подмигивающий, косящий» | прозвище в родах Элиев, Автрониев, Папириев, Кастрициев и Буллатиев                                       |  |  |  |
| Пертинакс             | от лат. Pertinax — «упорный, настойчивый, цепкий» | Прозвище римского императора Публия Гельвия Пертинакса                                                    |  |  |  |
| Петик                 | значение не ясно | прозвище в роде Сульпициев                                                                                |  |  |  |
| Петин                 | произв. от Paetus (от лат. paetus — «подмигивающий, косящий») | прозвище в роде Фульвиев                                                                                  |  |  |  |
| Петрон                | | прозвище в роде Флавиев                                                                                   |  |  |  |
| Пизон                 | возможно, от лат. pisum — «горох» или pisa — «пестик» | прозвище в роде Кальпурниев                                                                               |  |  |  |
| Пий                   | от лат. pius — «благочестивый, добродетельный» | прозвище в родах Цецилиев, Помпеев, Помпониев и Арториев                                                  |  |  |  |
| Пика                  | | прозвище в родах Минуциев и Нумициев/Нумизиев                                                             |  |  |  |
| Пиктор                | от лат. pictor — «художник, живописец» | прозвище в родах Фабиев и Карвилиев                                                                       |  |  |  |
| Пилат                 | | агномен префекта Иудеи в 26—36 гг.                                                                        |  |  |  |
| Пинариан              | произв. от номена Pinarius — букв. «Пинариев, принадлежащий Пинарию» | прозвище в роде Сцедиев                                                                                   |  |  |  |
| Питион                | значение не ясно | прозвище в роде Семпрониев                                                                                |  |  |  |
| Плавт                 | от лат. plautus — «широкий (об ушах), оттопыренный» | прозвище в родах Макциев, Сергиев, Ауфидиев и Сервилиев                                                   |  |  |  |
| Планк                 | от лат. plancus, plangus — названия разновидности орла | прозвище в родах Мунациев и Плавтиев                                                                      |  |  |  |
| Планциан              | произв. от Plancus — букв. «Планков, принадлежащий Планку» | прозвище в родах Леториев и Валериев                                                                      |  |  |  |
| Платорин              | | прозвище в роде Сульпициев                                                                                |  |  |  |
| Плут                  | | прозвище в родах Овиев и Сорнатиев                                                                        |  |  |  |
| Поллион               | возможно, от лат. Pollius — «поллийский, принадлежащий к Поллийской трибе» | прозвище в родах Агриев, Карвилиев, Азиниев, Ведиев, Уммидиев и Кальвиев                                  |  |  |  |
| Помпониан             | произв. от номена Pomponius — букв. «Помпониев, принадлежащий Помпонию» | прозвище в родах Корнелиев, Туллиев и Нониев                                                              |  |  |  |
| Помптин               | | родовое имя носителя прозвища не установлено                                                              |  |  |  |
| Понтиан               | от лат. Pontianus — «Понтиев, принадлежащий Понтию», также — «житель острова Понтия (совр. Понца)» | прозвище в роде Ауфидиев                                                                                  |  |  |  |
| По́нтик                | от лат. Ponticus — «понтийский» | прозвище в роде Лициниев                                                                                  |  |  |  |
| Порцина               | от лат. porcina — «свинина» | прозвище в роде Эмилиев                                                                                   |  |  |  |
| Порцион               | | прозвище в родах Аттидиев и Трозиев                                                                       |  |  |  |
| Поска                 | от лат. posca — «поска (напиток из воды, уксуса и яиц)» | прозвище в роде Пинариев                                                                                  |  |  |  |
| Постум                | от лат. postumus — букв. «последний, младший», также — «ребёнок, родившийся после смерти отца» | прозвище в родах Рабириев, Фурфаниев, Вибиев, Випсаниев, Кальвиев и Кассианиев                            |  |  |  |
| Постумиан             | произв. от Postumus и номена Postumius — букв. «Постумов (Постумиев), принадлежащий Постуму (Постумию)» | прозвище в роде Лусциев                                                                                   |  |  |  |
| Потит                 | возможно, от лат. potis — «могущественный, могучий» | прозвище в роде Валериев                                                                                  |  |  |  |
| Пре́зент               | от лат. praesens — «присутствующий» | прозвище в роде Бруттиев                                                                                  |  |  |  |
| Преконин              | | прозвище в роде Элиев                                                                                     |  |  |  |
| Пренестин             | от лат. Praenestinus — «уроженец Пренесте, пренестинец» | прозвище в роде Анициев                                                                                   |  |  |  |
| Претекстат            | от лат. praetextatus — букв. «носящий претексту» (претекста — окаймлённая пурпуром тога, которую носили магистраты и жрецы, а также мальчики свободных сословий до 17-летнего возраста)                                                                                       | прозвище в родах Сульпициев, Азиниев и Веттиев                                                            |  |  |  |
| Прециан               | от лат. Precianus — «Прециев, принадлежащий Прецию» | родовое имя носителя прозвища не установлено                                                              |  |  |  |
| Приам                 | | прозвище в роде Постумиев                                                                                 |  |  |  |
| Привернат             | от лат. Privernas — «привернский, относящийся к городу Приверн (совр. Пиперно)» | прозвище в роде Эмилиев                                                                                   |  |  |  |
| Прим                  | от лат. primus — «первый» | прозвище в родах Арториев, Антониев, Акуциев и Теренциев                                                  |  |  |  |
| Приск                 | от лат. priscus — «древний, старинный» | прозвище в родах Тарквиниев, Сервилиев, Нумизиев, Тарквициев, Порциев, Нуннулеев, Аттиев, Ларциев и Юлиев |  |  |  |
| Присцилл              | уменьш. форма от Priscus (букв. «древненький, старенький») | прозвище в роде Арториев                                                                                  |  |  |  |
| Проб                  | от лат. probus — «хороший, добротный; честный, порядочный» | прозвище в родах Помпеев и Петрониев                                                                      |  |  |  |
| Проксум               | от лат. proximus — «ближайший; наиболее скодный, наиболее близкий», также — «проксим (чиновник императорской канцелярии)» | прозвище в роде Стациев                                                                                   |  |  |  |
| Прокул                | возможно, от лат. procus — «жених», также — «знатный, представитель знати» | прозвище в родах Плавтиев, Помпеев, Консидиев, Требиев и Валлиев                                          |  |  |  |
| Публикола (Попликола) | от лат. poplicola — «друг народа» | прозвище в родах Валериев, Геллиев, Педиев и Картилиев                                                    |  |  |  |
| Пу́дент                | от лат. pudens — «стыдливый, застенчивый», также — «почтенный, честный» | прозвище в родах Арриев, Сервилиев и Валериев                                                             |  |  |  |
| Пузион                | от лат. pusio — «маленький мальчик, карапуз, также — (ирон.) молодчик» | прозвище в роде Флавиев                                                                                   |  |  |  |
| Пулекс                | от лат. pulex — «блоха» | агномен участника 2-й Пунич. войны Марка Сервилия Гемина                                                  |  |  |  |
| Пулл                  | от лат. pullus — «детёныш (животного), птенец», также — «тёмно-серый, тёмный» | прозвище в родах Юниев и Нумиториев                                                                       |  |  |  |
| Пульвилл              | от лат. pulvillus — «подушечка» | прозвище в роде Горациев                                                                                  |  |  |  |
| Пульхр                | от лат. pulcher — «красивый, прекрасный» | прозвище в родах Клавдиев и Нуннулеев                                                                     |  |  |  |
| Пупил                 | | прозвище в роде Орбилиев                                                                                  |  |  |  |
| Пурпурион             | от лат. purpureus — «пурпурный, багряный» | прозвище в роде Фуриев                                                                                    |  |  |  |

### Р
| Когномен (личный и/или родовой) | Происхождение                                                                                           | Принадлежность к роду (патрицианскому и/или плебейскому) |
| ------------------------------- | --- | --- |
| Рабилин (Ребилин?)              | | прозвище в роде Латериев |
| Равилла                         | носитель прозвища имел серо-жёлтый цвет глаз (от лат. ravus — «серый, серо-жёлтый»)                     | прозвище в роде Кассиев |
| Ралла                           | | прозвище в роде Марциев |
| Ребил                           | значение не ясно                                                                                        | прозвище в роде Каниниев |
| Регилл                          | от лат. regillus — «вертикальный, с вертикальной основой», также — «название города Регилла (Regillus)» | прозвище в роде Эмилиев |
| Региллен                        | от лат. Regillensis — «житель города Регилла (Regillus)»                                                | прозвище в роде Клавдиев |
| Регин                           | от лат. reginus — «житель города Регия (Regium)»                                                        | прозвище в родах Антистиев и Минуциев |
| Регул                           | от лат. regulus — «царевич, сын царя»                                                                   | прозвище в родах Атилиев и Ливинеев |
| Реддит                          | | прозвище в роде Цецилиев |
| Рекс                            | от лат. rex — «царь»                                                                                    | прозвище в родах Марциев и Рупилиев |
| Рект                            | | прозвище в роде Эмилиев |
| Ренат                           | от лат. renatus — «рождённый заново, возрождённый»                                                      | прозвище в роде Вегециев |
| Респект                         | от лат. respectus — «уважаемый, принимаемый во внимание»                                                | прозвище в роде Валериев |
| Рестион                         | | прозвище в роде Анциев |
| Рикса                           | | прозвище в роде Ювентиев |
| Рог (Рок)                       | | прозвище в роде Тетрилиев (возможно, Этрилиев или Тетриниев) |
| Рок                             | | прозвище в родах Ромилиев и Крепереев |
| Рубриан                         | от лат. Rubrianus — «Рубриев, принадлежащий Рубрию»                                                     | прозвище в роде Акколеев |
| Руга                            | от лат. ruga — «морщина, складка»                                                                       | прозвище в родах Ицилиев и Карвилиев |
| Рузон                           | от лат. rus — «село; пашня»                                                                             | прозвище в родах Октавиев, Кальвизиев и Кремуциев |
| Рулл                            | значение не ясно                                                                                        | прозвище в роде Сервилиев |
| Руллиан                         | произв. от Rullus — букв. «Руллов, принадлежащий Руллу»                                                 | прозвище в роде Фабиев |
| Рупилиан                        | от лат. Rupilianus — «Рупилиев, принадлежащий Рупилию»                                                  | прозвище в роде Цецилиев |
| Руск                            | от лат. rus — «село; пашня»                                                                             | прозвище в роде Пинариев |
| Русс                            | от лат. russus — «красный»                                                                              | прозвище в роде Клавдиев |
| Рустик                          | от лат. rusticus — «деревенский»                                                                        | прозвище в родах Ауфидиев, Везиев и Абукциев |
| Рутил                           | от лат. rutilus — «рыжий, золотисто-красный»                                                            | прозвище в родах Навтиев, Марциев и Семпрониев |
| Руф                             | от лат. rufus — «рыжий»                                                                                 | прозвище в родах Помпониев, Корнелиев, Рутилиев, Сульпициев, Целиев, Акуциев, Фульциниев, Плавтиев, Нинниев, Гирриев, Обиниев, Тарквициев, Руспулеев, Арториев, Нерониев, Пупиев, Меттиев, Мециев, Юниев и Постумиев |
| Руфин                           | произв. от Rufus (от лат. rufus — «рыжий»)                                                              | прозвище в родах Корнелиев и Нониев |
| Руфион                          | произв. от Rufus (от лат. rufus — «рыжий»)                                                              | прозвище в роде Аттиев |

### С
| Когномен (личный и/или родовой) | Происхождение | Принадлежность к роду (патрицианскому и/или плебейскому)                                                         |
| ------------------------------- | --- | --- |
| Сабакон                         | значение не ясно | прозвище в роде Кассиев                                                                                          |
| Сабелл                          | | прозвище в роде Попиллиев                                                                                        |
| Сабидиан                        | от лат. Sabidianus — «Сабидиев, принадлежащий Сабидию»                                                                     | прозвище в роде Арториев                                                                                         |
| Сабин                           | от лат. sabinus — «происходящий из племени сабинов, сабинянин»                                                             | прозвище в родах Клавдиев, Веттиев, Поппеев, Сорнатиев, Корнелиев, Юлиев, Вибиев, Кальвиев и Цереллиев           |
| Сабула                          | | прозвище в роде Коссуциев                                                                                        |
| Саверрион                       | значение не ясно | прозвище в роде Сульпициев                                                                                       |
| Сагитта                         | | прозвище в родах Октавиев, Отацилиев и Гаргенниев                                                                |
| Сазерна                         | когномен этрусск. происхождения; значение не ясно                                                                          | прозвище в роде Гостилиев                                                                                        |
| Сакк                            | от лат. saccus — «сума, сумка, мешок»                                                                                      | прозвище в родах Тициниев и Гелониев                                                                             |
| Саккулион                       | | родовое имя носителя прозвища не установлено                                                                     |
| Сакровир                        | | прозвище в роде Юлиев                                                                                            |
| Сакса                           | | прозвище в родах Вокониев и Децидиев                                                                             |
| Саксула                         | | прозвище в роде Клувиев                                                                                          |
| Саласс                          | | прозвище в роде Курциев                                                                                          |
| Салинатор                       | от лат. salinator — «солевар; торговец солью»                                                                              | прозвище в родах Ливиев и Педаниев                                                                               |
| Салониан                        | от лат. Salonianus — «принадлежащий (по рождению) Салониям, Салониев»                                                      | агномен в роде Порциев Катонов                                                                                   |
| Санга                           | | прозвище в родах Фабиев и Манлиев                                                                                |
| Сапиенс                         | от лат. sapiensis — «разумный, мудрый»                                                                                     | прозвище в родах Ацилиев/Атилиев и Лелиев                                                                        |
| Сарра                           | от лат. Sarra — «Cappa, древнее название города Тир (Финикия)»                                                             | прозвище в роде Салониев                                                                                         |
| Сатриан                         | от лат. Satrianus — «принадлежащий (по рождению) Сатриям, Сатриев»                                                         | агномен Луция Минуция Базила                                                                                     |
| Сатурнин                        | от лат. Sathurninus — «ведущий происхождение от Сатурна»                                                                   | прозвище в родах Аппулеев, Сентиев, Тарквициев, Волузиев, Опсилиев и Суиллиев                                    |
| Сацердот                        | от лат. sacerdos — «жрец, жрица»                                                                                           | прозвище в роде Лициниев                                                                                         |
| Севей                           | | прозвище в роде Минуциев                                                                                         |
| Север                           | от лат. severus — «строгий, суровый»                                                                                       | прозвище в родах Вариев, Кассиев, Септимиев и Буллониев                                                          |
| Седат                           | от лат. sedatus — «сдержанный, спокойный, медленный»                                                                       | прозвище в роде Уммидиев                                                                                         |
| Седул                           | от лат. sedulus — «деятельный, ревностный, хлопотливый»                                                                    | прозвище в роде Лукрециев                                                                                        |
| Секстиан                        | произв. от Sextus и номена Sextius (Sestius) — букв. «Секстиев (Сестиев, Секстов), принадлежащий Секстию (Сестию, Сексту)» | прозвище в родах Ауфидиев и Гаргилиев                                                                            |
| Секунд                          | от лат. secundus — «второй»                                                                                                | прозвище в родах Арриев, Помпониев, Педаниев, Габиниев, Арториев, Плиниев, Турраниев, Цецилиев и Уттиедиев       |
| Сенека                          | от лат. senex — «старый»                                                                                                   | прозвище в роде Аннеев                                                                                           |
| Сенецион                        | от лат. senecio — «старик, старец»                                                                                         | прозвище в родах Геренниев, Сосиев, Меммиев, Корнелиев, Орфидиев и Нуммиев                                       |
| Септимиан                       | от лат. Septimianus — «принадлежащий (по рождению) Септимиям, Септимиев»                                                   | прозвище в роде Петрониев                                                                                        |
| Серапион                        | | прозвище в роде Корнелиев                                                                                        |
| Сервилиан                       | от лат. Servilianus — «принадлежащий (по рождению) Сервилиям, Сервилиев»                                                   | агномен консула 142 года до н. э. Квинта Фабия Максима                                                           |
| Сергиан                         | от лат. Sergianus — «принадлежащий (по рождению) Сергиям, Сергиев»                                                         | прозвище в родах Манлиев и Требиев                                                                               |
| Сермон                          | | прозвище в роде Марциев                                                                                          |
| Серран                          | от названия умбрского города Saranum или от лат. saranus (sarranus) — «сеятель, землепашец»                                | прозвище в роде Атилиев                                                                                          |
| Сеян                            | от лат. Seianus — «принадлежащий (по рождению) Сеям, Сеев»                                                                 | агномен префекта претория при Тиберии Луция Элия                                                                 |
| Сивилла                         | | прозвище в роде Корнелиев                                                                                        |
| Сизенна                         | значение не ясно, возможно, этрусск. происхождения                                                                         | прозвище в родах Корнелиев, Габиниев и Нуммиев                                                                   |
| Сикка                           | | родовое имя носителя прозвища не установлено (предположительно, его носили в роде Вибиев)                        |
| Сикул                           | от лат. Siculus — «сицилиец, сицилийский»                                                                                  | прозвище в родах Клелиев, Мариев и Геренниев                                                                     |
| Сил                             | от лат. silus — «человек с приплюснутым или вздёрнутым носом, курносый»                                                    | прозвище в роде Сергиев                                                                                          |
| Силан                           | от лат. silus — «человек с приплюснутым или вздёрнутым носом, курносый»                                                    | прозвище в родах Юниев и Турпилиев                                                                               |
| Силон                           | от лат. silo — «курносый; плосконосый»                                                                                     | прозвище в роде Попедиев                                                                                         |
| Сильва                          | от лат. silva — «лес» | прозвище в роде Флавиев                                                                                          |
| Сильван                         | от имени римского лесного божества Сильвана, происх. от лат. silva — «лес»                                                 | прозвище в роде Плавтиев                                                                                         |
| Синистор                        | возможно, от лат. senilis — «старческий, стариковский»                                                                     | прозвище в родах Клодиев, Тусцилиев, Марциев, Венулеев, Статилиев, Флориев, Кореллиев, Юлиев, Корнелиев и Фуриев |
| Скавр                           | от лат. scaurus — «косолапый»                                                                                              | прозвище в роде Эмилиев                                                                                          |
| Скапула                         | от лат. scapula — «плечо»                                                                                                  | прозвище в родах Корнелиев и Квинкциев                                                                           |
| Скарп                           | значение не ясно; возможно, этрусск. происхождения                                                                         | прозвище в роде Пинариев                                                                                         |
| Скатон                          | | прозвище в роде Веттиев                                                                                          |
| Сквилл                          | от лат. squilla, scilla — «морской лук» (растение), также — «скилла» (род мелкого краба)                                   | прозвище в родах Лициниев и Гавиев                                                                               |
| Скрибониан                      | от лат. Scribonianus — «принадлежащий (по рождению) Скрибониям, Скрибониев»                                                | прозвище в роде Аррунциев                                                                                        |
| Скрофа                          | | прозвище в роде Тремеллиев                                                                                       |
| Скруп                           | | прозвище в роде Мецилиев                                                                                         |
| Соран                           | от лат. Soranus — «сорский, относящийся к городу Сора»                                                                     | прозвище в роде Валериев                                                                                         |
| Сорик                           | возможно, от лат. sorex — «землеройка»; occentus soricis — «свист землеройки (считавшийся дурной приметой)»                | родовое имя носителя прозвища не установлено                                                                     |
| Сосиан                          | от лат. Sossianus — «принадлежащий (по рождению) Сосиям, Сосиев»                                                           | прозвище в родах Антистиев и Макриниев                                                                           |
| Соф                             | от др.-греч. σοφός («софос») — «мудрый, рассудительный, опытный»                                                           | прозвище в роде Семпрониев                                                                                       |
| Спарс                           | от лат. sparsus — «пёстрый, веснушчатый»                                                                                   | прозвище в роде Юлиев                                                                                            |
| Спартиан                        | от лат. Spartianus — «уроженец Спарты, спартанец»                                                                          | прозвище в роде Элиев                                                                                            |
| Спинтер                         | от лат. spinther — «спинтер (эластичный браслет, обтягивающий верхнюю часть руки)»                                         | прозвище в родах Корнелиев Лентулов и Ауфидиев                                                                   |
| Сполетин                        | | прозвище в роде Карвилиев                                                                                        |
| Спонгия                         | от др.-греч. — «род кольчуги» или «род пористого камня, предпол. пемза»                                                    | родовое имя носителя прозвища не установлено                                                                     |
| Спурин                          | | прозвище в роде Петилиев                                                                                         |
| Статура                         | | прозвище в роде Кальпурниев                                                                                      |
| Стеллион                        | от лат. stellio — «стеллион, звёздчатая ящерица», также — «хитрец, пройдоха»                                               | прозвище в роде Афраниев                                                                                         |
| Стилихон                        | | прозвище в роде Флавиев                                                                                          |
| Стилон                          | возможно, от лат. stilus — «заострённая палка», также — «стиль, инструмент для письма»                                     | прозвище в роде Элиев                                                                                            |
| Стлога                          | | родовое имя носителя прозвища не установлено (предположительно, его носили в роде Педуцеев)                      |
| Столон                          | от лат. stolo — «корневой побег»                                                                                           | прозвище в роде Лициниев                                                                                         |
| Страбон                         | от лат. strabo — «косоглазый»                                                                                              | прозвище в родах Фанниев, Юлиев, Помпеев, Лениев, Сеев и Уммидиев                                                |
| Стригон                         | | прозвище в роде Фуфиев                                                                                           |
| Структ                          | от лат. structus — «куча»                                                                                                  | прозвище в роде Сервилиев Присков                                                                                |
| Струма                          | | прозвище в роде Нонниев                                                                                          |
| Суагр                           | | прозвище в роде Постумиев                                                                                        |
| Субулон                         | от лат. subulo — «флейтист»                                                                                                | прозвище в роде Дециев                                                                                           |
| Суккул                          | | прозвище в роде Пуреллиев                                                                                        |
| Сулка                           | от лат. sulcus — «борозда»                                                                                                 | прозвище в роде Бебиев                                                                                           |
| Сулла                           | значение не ясно; обычно, прозвище производят от лат. sura («икра ноги») — уменьшит. surula [surla/sulla]                  | прозвище в родах Корнелиев                                                                                       |
| Сульпициан                      | от лат. Sulpicianus — «принадлежащий (по рождению) Сульпициям, Сульпициев»                                                 | агномен ординарного консула 9 года до н. э.                                                                      |
| Супер                           | от лат. superus — «верхний, вышний, небесный»                                                                              | прозвище в роде Мурраниев                                                                                        |
| Суперб                          | от лат. superbus — «гордый, надменный»                                                                                     | агномен последнего римского царя Тарквиния «Гордого»                                                             |
| Сура                            | от лат. sura — «икра (ноги)»                                                                                               | прозвище в родах Вентилиев, Бруттиев и Корнелиев Лентулов                                                        |
| Сурдин                          | от лат. surdus — «глухой»                                                                                                  | прозвище в родах Невиев и Камилиев                                                                               |
| Суториан                        | от лат. Sutorianus — «принадлежащий (по рождению) Суториям, Суториев»                                                      | родовое имя носителя прозвища не установлено                                                                     |
| Суфенат                         | | прозвище в роде Нонниев                                                                                          |
| Схола                           | | прозвище в родах Кавсиниев и Уммидиев                                                                            |
| Сцева                           | от лат. scaeva — «левша»                                                                                                   | прозвище в родах Юниев, Пакувиев, Ауфидиев, Сервилиев и Секстиев                                                 |
| Сцевола                         | уменьш. форма лат. scaeva — «левша»                                                                                        | прозвище в роде Муциев                                                                                           |
| Сцилла                          | | прозвище в роде Марциев                                                                                          |
| Сципион                         | от лат. scipiō — «палка, посох»                                                                                            | прозвище в родах Корнелиев, Цецилиев и Лициниев                                                                  |

### Т
| Когномен (личный и/или родовой) | Происхождение                                                                                    | Принадлежность к роду (патрицианскому и/или плебейскому)                                      |
| ------------------------------- | ------------------------------------------------------------------------------------------------ | --------------------------------------------------------------------------------------------- |
| Тавр                            | от лат. taurus [thaurus] — «бык, бычий»                                                          | прозвище в роде Статилиев                                                                     |
| Таврея                          |                                                                                                  | прозвище в роде Вибуллиев                                                                     |
| Тална                           |                                                                                                  | прозвище в роде Ювентиев                                                                      |
| Тамфил                          |                                                                                                  | прозвище в роде Бебиев                                                                        |
| Таппон (Тугион)                 |                                                                                                  | прозвище в родах Валериев и Аппулеев                                                          |
| Таппул                          |                                                                                                  | прозвище в роде Виллиев                                                                       |
| Тарквициан                      | произв. от номена Tarquitius — букв. «Тарквициев, принадлежащий Тарквицию»                       | родовое имя носителя прозвища не установлено                                                  |
| Тарпа                           |                                                                                                  | прозвище в роде Мециев                                                                        |
| Тацит                           | от лат. tacitus — «тайный, безмолвный; молчаливый, тихий»                                        | прозвище в родах Корнелиев и Клавдиев                                                         |
| Тегула                          | от лат. tegula — «кирпич»                                                                        | прозвище в роде Лициниев                                                                      |
| Темпсан                         |                                                                                                  | прозвище в роде Постумиев                                                                     |
| Темудин                         |                                                                                                  | прозвище в роде Вибиев                                                                        |
| Теренциан                       | от лат. Terentianus — «принадлежащий (по рождению) Теренциям, Теренциев»                         | прозвище в родах Порциев и Валериев                                                           |
| Терм                            |                                                                                                  | прозвище в роде Минуциев                                                                      |
| Теста                           |                                                                                                  | прозвище в роде Требациев                                                                     |
| Тибулл                          | от лат. tibulus — «предпол. разновидность пинии»                                                 | прозвище в родах Альбиев и Рацилиев                                                           |
| Тигеллин                        |                                                                                                  | прозвище в роде Офониев                                                                       |
| Тимпан                          |                                                                                                  | прозвище в роде Постумиев                                                                     |
| Тиран                           |                                                                                                  | прозвище в роде Атиниев                                                                       |
| Тицида (Аттицида)               | возможно, произв. от Atticus — «аттический»                                                      | родовое имя носителя прозвища не установлено (по одной из версий, его носили в роде Цецилиев) |
| Тор                             |                                                                                                  | прозвище в роде Гедиев                                                                        |
| Ториан                          | от лат. Thorianus — «принадлежащий (по рождению) Ториям, Ториев»                                 | прозвище в роде Проперциев                                                                    |
| Торкват                         | от лат. torquatus — «украшенный ожерельем (знак боевого отличия)»                                | прозвище в родах Манлиев и Юниев                                                              |
| Тразея                          |                                                                                                  | прозвище в роде Клавдиев                                                                      |
| Транквилл                       | от лат. tranquillus — «тихий, безмятежный»                                                       | агномен анналиста Гая Светония                                                                |
| Траха́л                          |                                                                                                  | прозвище в родах Буксуриев и Галериев                                                         |
| Траян                           | значение не ясно                                                                                 | прозвище в родах Ульпиев и Дециев                                                             |
| Требиан                         | от лат. Trebianus — «принадлежащий (по рождению) Требиям, Требиев»                               | прозвище в роде Сауфеев                                                                       |
| Требониан                       | от лат. Trebonianus — «принадлежащий (по рождению) Требониям, Требониев»                         | прозвище в роде Вибиев                                                                        |
| Тремул                          | от лат. tremulus — «дрожащий, трепещущий», также — «приводящий в трепет, бросающий в дрожь»      | прозвище в роде Марциев                                                                       |
| Триарий                         | от лат. triarius — «триарий (ветеран в легионах до военной реформы Мария)»                       | прозвище в родах Валериев и Луриев                                                            |
| Тригемин                        | от лат. trigeminus — «тройной»                                                                   | прозвище в роде Куриациев                                                                     |
| Трион                           | от лат. trio — «рабочий вол»                                                                     | прозвище в родах Лукрециев и Фульциниев                                                       |
| Триципитин                      | возможно, от лат. triceps — «трёхглавый, тройной»                                                | прозвище в роде Лукрециев                                                                     |
| Трог                            |                                                                                                  | прозвище в родах Помпеев и Квинкциев                                                          |
| Туберон                         | возможно, от лат. tuber — «горб»                                                                 | прозвище в родах Элиев и Сеев                                                                 |
| Туберт                          | значение не ясно                                                                                 | прозвище в роде Постумиев                                                                     |
| Тубул                           | от лат. tubulus — «небольшая труба, трубочка, каналец», также — «металлический слиток, болванка» | прозвище в роде Гостилиев                                                                     |
| Тудитан                         | возможно, от лат. tudes — «молоток, молот»                                                       | прозвище в роде Семпрониев                                                                    |
| Тукка                           | др.-греч. Τούκκα, от лат. Tucca — 1) «город в Нумидии»; 2) «город в провинции Африка»            | прозвище в родах Сервилиев, Плавтиев, Ауфидиев и Семпрониев                                   |
| Тулл                            |                                                                                                  | прозвище в родах Волькациев и Бебиев                                                          |
| Турбон                          | от лат. turbo — «вихрь, смерч; смятение, смута», также — «волчок, юла»                           | прозвище в родах Марциев и Валериев                                                           |
| Турд                            |                                                                                                  | прозвище в роде Папириев                                                                      |
| Турпилиан                       | от лат. Turpilianus [Thurpilianus] — «принадлежащий (по рождению) Турпилиям, Турпилиев»          | прозвище в родах Петрониев, Галериев и Помпониев                                              |
| Турпион                         |                                                                                                  | прозвище в родах Амбивиев, Невиев, Антистиев, Лаппиев и Планциев                              |
| Туррин                          | возможно, от лат. turris — «башня»                                                               | прозвище в родах Мамиллиев, Клодиев и Вибиев                                                  |
| Туск                            | от лат. Tuscus — «тусский, этрусский»                                                            | прозвище в родах Аквиллиев и Нуммиев                                                          |
| Тусцивикан (Тусцилиан?)         |                                                                                                  | прозвище в родах Теренциев и Рутилиев                                                         |
| Тутор                           |                                                                                                  | прозвище в роде Юлиев                                                                         |

### У
| Когномен (личный и/или родовой) | Происхождение                                                                 | Принадлежность к роду (патрицианскому и/или плебейскому) |
| ------------------------------- | ----------------------------------------------------------------------------- | -------------------------------------------------------- |
| Ульпиан                         | от лат. Ulpianus [Hulpianus] — «принадлежащий (по рождению) Ульпиям, Ульпиев» | прозвище в роде Домициев                                 |
| Униман                          |                                                                               | прозвище в роде Клавдиев                                 |
| Урбик                           | от лат. urbicus — «городской»                                                 | прозвище в родах Юлиев и Лоллиев                         |
| Урзион                          |                                                                               | прозвище в роде Серториев                                |
| Уритин                          |                                                                               | прозвище в роде Корнелиев                                |
| Урс                             | от лат. ursus/ursa — «медведь»/«медведица»                                    | прозвище в роде Юлиев                                    |

### Ф
| Когномен (личный и/или родовой) | Происхождение                                                                                           | Принадлежность к роду (патрицианскому и/или плебейскому)                   |
| ------------------------------- | --- | -------------------------------------------------------------------------- |
| Фабат                           | от лат. fabatus [faba] — «приготовленный из бобов, бобовая похлёбка»                                    | прозвище в родах Росциев и Кальпурниев                                     |
| Фабулл                          | возможно, от лат. fabulus — «бобик, маленький боб»                                                      | прозвище в роде Фабиев                                                     |
| Фагита                          | | прозвище в роде Корнелиев                                                  |
| Фад                             | | прозвище в роде Куспиев/Киспиев                                            |
| Фалькон                         | от лат. falco — «сокол»                                                                                 | прозвище в роде Помпеев                                                    |
| Фалькула                        | уменьш. форма от falco — «сокол», либо (что вероятнее) от falx, falcis f «серп»                         | прозвище в роде Фидикуланиев                                               |
| Фальтон                         | | прозвище в роде Валериев                                                   |
| Фальцидиан                      | от лат. Falcidianus — «принадлежащий (по рождению) Фальцидиям, Фальцидиев»                              | прозвище в роде Геренниев                                                  |
| Фанниан                         | от лат. Fannianus — «принадлежащий (по рождению) Фанниям, Фанниев»                                      | прозвище в роде Корнелиев                                                  |
| Феликс                          | от лат. felix — «счастливый, благоденствующий, блаженный, удачливый»                                    | прозвище в родах Корнелиев, Лелиев, Венулеев, Антониев и Минуциев          |
| Фенестелла                      | от лат. fenestella [fenestra] — 1) окошечко; 2) ворота в Риме (за городской стеной)                     | родовое имя носителя прозвища не установлено                               |
| Фер                             | | прозвище в роде Оффелиев                                                   |
| Фест                            | от лат. festus — «праздничный, торжественный; радостный, ликующий»                                      | прозвище в родах Порциев, Помпеев, Арториев и Постумиев                    |
| Фигул                           | от лат. figulus — «горшечник, гончар; кирпичник»                                                        | прозвище в родах Марциев, Нигидиев и Флавиев                               |
| Фид (Фидес)                     | от лат. fidus — «верный, надёжный, преданный»                                                           | прозвище в родах Требеллиев, Корнелиев, Веллиев и Вокониев                 |
| Фиденат                         | от лат. Fidenas — «житель города Фидены»                                                                | прозвище в роде Сергиев                                                    |
| Фиктор                          | | прозвище в роде Вольсциев                                                  |
| Фил                             | возможно, от греч. φίλος («филос») — «друг, сторонник»                                                  | прозвище в роде Фуриев                                                     |
| Филин                           | | прозвище в роде Ликкулеев                                                  |
| Филипп                          | от др.-греч. имени Φίλιππος («Филиппос»): φιλέω («филео»), «любить» + ἵππος («хиппос»), «лошадь»        | прозвище в роде Марциев                                                    |
| Филон                           | от др.-греч. имени Φίλων, происх. от φίλος («филос») — «друг, сторонник» либо φιλέω («филео»), «любить» | прозвище в родах Публилиев, Ветуриев, Цезенниев и Секстилиев               |
| Фимбрия                         | от лат. fimbria — «локоны, кудри»                                                                       | прозвище в роде Флавиев                                                    |
| Фирм                            | от лат. firmus — «твёрдый, крепкий, прочный»                                                            | прозвище в родах Фикториев и Элиев                                         |
| Фист                            | | прозвище в роде Куриациев                                                  |
| Флав                            | от лат. flavus — «жёлтый, золотой»                                                                      | прозвище в родах Ларциев, Децимиев и Альфиев                               |
| Флакк                           | от лат. flaccus — «вислоухий»                                                                           | прозвище в родах Фульвиев, Тремеллиев, Валериев, Новиев, Верриев и Персиев |
| Флакцинатор                     | возможно, от лат. flaccus — «вислоухий» + cinator/senator                                               | прозвище в роде Фослиев                                                    |
| Фламинин                        | от лат. flamininus — «потомок фламина» (от flames — «жрец-фламин»)                                      | прозвище в роде Квинкциев                                                  |
| Фламма                          | от лат. flamma — «пламя, огонь»                                                                         | прозвище в родах Волумниев, Кальпурниев, Окциев, Фламиниев и Аррунциев     |
| Флор                            | от лат. florus — «цветущий»                                                                             | прозвище в родах Аквиллиев, Юлиев, Гессиев и Анниев (Аннеев)               |
| Фонцинал                        | | прозвище в роде Атерниев                                                   |
| Фронтин                         | произв. от Fronto (от лат. fronto — «широколобый»)                                                      | прозвище в роде Юлиев                                                      |
| Фронтон                         | от лат. fronto — «широколобый»                                                                          | прозвище в родах Мурриев и Корнелиев                                       |
| Фруги                           | от лат. frugi — «разумный, благоразумный»                                                               | прозвище в роде Кальпурниев Пизонов                                        |
| Фрукт                           | от лат. fructus — «плод»                                                                                | прозвище в родах Клуториев и Арториев                                      |
| Фуз                             | от лат. fusus — «полный, обширный»                                                                      | прозвище в роде Фуриев                                                     |
| Фуллон                          | лат. fullo от др.-греч. γναφεύς — «сукновал, суконщик»                                                  | прозвище в роде Апусциев                                                   |
| Фульв                           | от лат. fulvus — «тёмно-жёлтый, рыжий»                                                                  | прозвище в роде Аврелиев                                                   |
| Фульвиан                        | от лат. Fulvianus — «принадлежащий (по рождению) Фульвиям, Фульвиев»                                    | прозвище в роде Манлиев Ацидинов                                           |
| Фурниан                         | произв. от номена Furnius — букв. «Фурниев, принадлежащий Фурнию»                                       | прозвище в роде Цецилиев                                                   |
| Фуск                            | от лат. fuscus — «смуглый, тёмный»                                                                      | прозвище в родах Аристиев, Педаниев, Корнелиев и Манилиев                  |

### Х
| Когномен (личный и/или родовой) | Происхождение | Принадлежность к роду (патрицианскому и/или плебейскому) |
| ------------------------------- | --- | -------------------------------------------------------- |
| Херея                           | | прозвище в родах Фанниев и Кассиев                       |
| Хилон                           | | прозвище в роде Фламиниев                                |
| Химер                           | от имени парфянского наместника Гимера/Химера, к-рый в 125 до н. э. стал правителем Вавилонии и Селевкии с титулом царя | прозвище в роде Порциев                                  |
| Хиспан                          | | прозвище в родах Фабиев и Латериев                       |

### Ц
| Когномен (личный и/или родовой) | Происхождение | Принадлежность к роду (патрицианскому и/или плебейскому)                     |
| ------------------------------- | --- | ---------------------------------------------------------------------------- |
| Цезарь                          | возможно, от лат. caesaries — «волосы» | прозвище в роде Юлиев; впоследствии использ. как императорский титул         |
| Цезиан                          | произв. от номена Caesius — букв. «Цезиев, принадлежащий Цезию»                                                                                 | прозвище в родах Нумициев/Нумизиев и Апрониев                                |
| Цезонин                         | от лат. Caesoninus — «потомок Цезона/Кезона, Кезонов»                                                                                           | прозвище в родах Кальпурниев Пизонов и Суиллиев                              |
| Цек                             | от лат. caecus — «ослепший, слепец» | агномен Аппия Клавдия                                                        |
| Цекиан                          | от лат. Caecianus — «ведущий происхождение от Аппия Клавдия Цека» (от caecus — «слепой, слепец»)                                                | прозвище в роде Кассиев                                                      |
| Целер                           | от лат. celer — «скорый, быстрый», также — «опрометчивый»                                                                                       | прозвище в родах Цецилиев, Пилиев, Азиниев, Рагониев, Гаргенниев и Уттиедиев |
| Целиомонтан                     | от лат. Caelimontanus — «находящийся на Целиевом холме»                                                                                         | прозвище в роде Вергиниев                                                    |
| Цельс                           | от лат. celsus — «высокий, рослый» | прозвище в родах Аттиев, Папиев, Ювентиев и Сульпициев                       |
| Цензорин                        | произв. от лат. Censor — «цензор (в Древнем Риме — должностное лицо, следившее за сбором податей, а также надзор за нравственностью населения)» | прозвище в роде Марциев                                                      |
| Центон                          | | прозвище в роде Клавдиев                                                     |
| Центумал                        | от лат. centumalus — «сотник» (от centum — «сто»)                                                                                               | прозвище в родах Фульвиев и Клавдиев                                         |
| Цепион                          | от лат. caepïna — «поле, засаженное луком» (от caepa [cēpa] — «лук»)                                                                            | прозвище в родах Сервилиев и Фанниев                                         |
| Цериал                          | | прозвище в родах Помпилиев, Анициев, Петиллиев и Туллиев                     |
| Церкон                          | | прозвище в роде Лутациев                                                     |
| Церретан                        | | прозвище в роде Авлиев                                                       |
| Цестиан                         | от лат. Caestianus — «принадлежащий (по рождению) Цестиям, Цестиев»                                                                             | прозвище в роде Плеториев                                                    |
| Цетег                           | значение не ясно | прозвище в роде Корнелиев                                                    |
| Цивика                          | | прозвище в родах Гельвиев и Веттулеев                                        |
| Цивилис                         | от лат. civilis — «гражданский, государственный; учтивый, вежливый»                                                                             | прозвище в роде Юлиев                                                        |
| Цикатрикула                     | от лат. cicatricula — «маленький шрам» | прозвище в родах Корнелиев и Эмилиев                                         |
| Цикурин                         | произв. от Cicurius (возможно, от лат. cicur — «ручной, кроткий»)                                                                               | прозвище в роде Ветуриев                                                     |
| Цилон                           | | прозвище в родах Юниев, Цецилиев и Фабиев                                    |
| Цимбер                          | от лат. Cimber — «представитель германского племени кимвров, кимвр»                                                                             | прозвище в родах Тиллиев, Анниев и Сонтиев                                   |
| Цинна                           | значение не ясно | прозвище в родах Корнелиев и Гирриев                                         |
| Цинциннат                       | от лат. cincinnatus — «кудрявый, курчавый» | прозвище в роде Квинкциев                                                    |
| Цип                             | | прозвище в роде Генуциев                                                     |
| Циррон                          | возможно, от лат. cirrus: 1) «локон, завиток волос; клок (пучок) волос; чёлка (у лошади)»; 2) «щупальце (у полипов)»; 3) «бахрома»              | прозвище в роде Офаниев                                                      |
| Цицерон                         | от лат. cicero — «горох, горошина» | прозвище в родах Кальвиев и Туллиев                                          |

### Э
| Когномен (личный и/или родовой) | Происхождение                                                                                                   | Принадлежность к роду (патрицианскому и/или плебейскому) |
| ------------------------------- | --- | -------------------------------------------------------- |
| Эбурн                           | от лат. eburnus — «(с отделкой) из слоновой кости; цвета слоновой кости», перен. «блистающий, ослепительный»    | агномен консула 116 года до н. э. Квинта Фабия Максима   |
| Эбуциан                         | от лат. Aebutianus — «принадлежащий (по рождению) Эбуциям, Эбуциев»                                             | прозвище в роде Атилиев                                  |
| Эзернин                         | от лат. Aeserninus — «эзернинский, относящийся к Эзернии (совр. Изерния)»                                       | прозвище в роде Клавдиев Марцеллов                       |
| Эквикул                         | | прозвище в роде Модиев                                   |
| Экстрикат                       | от лат. extricatus — «добытый, найденный; изгнанный»                                                            | прозвище в родах Марцилиев и Мессиев                     |
| Элиан                           | от лат. Aelianus — «принадлежащий (по рождению) Элиям, Элиев»                                                   | прозвище в родах Росциев, Клавдиев и Сальвиев            |
| Эмилиан                         | от лат. Aemilianus — «принадлежащий (по рождению) Эмилиям, Эмилиев»                                             | прозвище в родах Корнелиев, Ливиев, Фабиев и Катиев      |
| Эпидиан                         | от лат. Epidianus — «принадлежащий (по рождению) Эпидиям, Эпидиев»                                              | прозвище в роде Геренниев                                |
| Эпулон                          | | прозвище в роде Цестиев                                  |
| Эраст                           | | прозвище в роде Калумеев                                 |
| Эрот                            | от др.-греч. Ἔρως — «безотлучный спутник и помощник Афродиты, олицетворение любовного влечения»                 | прозвище в роде Стабериев                                |
| Эруциан                         | от лат. Erucianus — «принадлежащий (по рождению) Эруциям, Эруциев»                                              | прозвище в роде Юлиев                                    |
| Эсквилин                        | от лат. Aesquilinus — «Эсквилин» (один из семи холмов Рима, откуда, по-видимому, происходили Генуции и Лицинии) | прозвище в родах Генуциев и Лициниев                     |

### Ю
| Когномен (личный и/или родовой) | Происхождение | Принадлежность к роду (патрицианскому и/или плебейскому)           |
| ------------------------------- | --- | ------------------------------------------------------------------ |
| Ювенал                          | от лат. iuvenis — «молодой, юный» (от iuvenior или iunior)                                                                                   | прозвище в роде Юниев                                              |
| Юлиан                           | от лат. Iulianus — «принадлежащий (по рождению) Юлиям, Юлиев»                                                                                | прозвище в родах Сальвиев, Сульпициев и Азиниев                    |
| Юлл                             | от имени Юла (Аскания) — сына Энея, основателя Альба-Лонги. Имя «Юл», возможно, происх. от др.-греч. ἴουλος («иулос») — «пушистый, кудрявый» | прозвище в роде Юлиев                                              |
| Юниан                           | от лат. Iunianus — «принадлежащий (по рождению) Юниям, Юниев»                                                                                | прозвище в родах Лициниев и Меммиев                                |
| Юниор                           | лат. junior (от juvenior или juvenis) — «молодой, юный»                                                                                      | прозвище в роде Теренциев                                          |
| Юнк                             | от лат. juncus — «ситник, камыш» | прозвище в родах Юниев, Статулеев, Клавдиев и Эмилиев              |
| Юст                             | от лат. justus — «справедливый» | прозвище в родах Камуриев, Тунниев, Пантулеев, Фабиев и Песценниев |